# Новороссийск

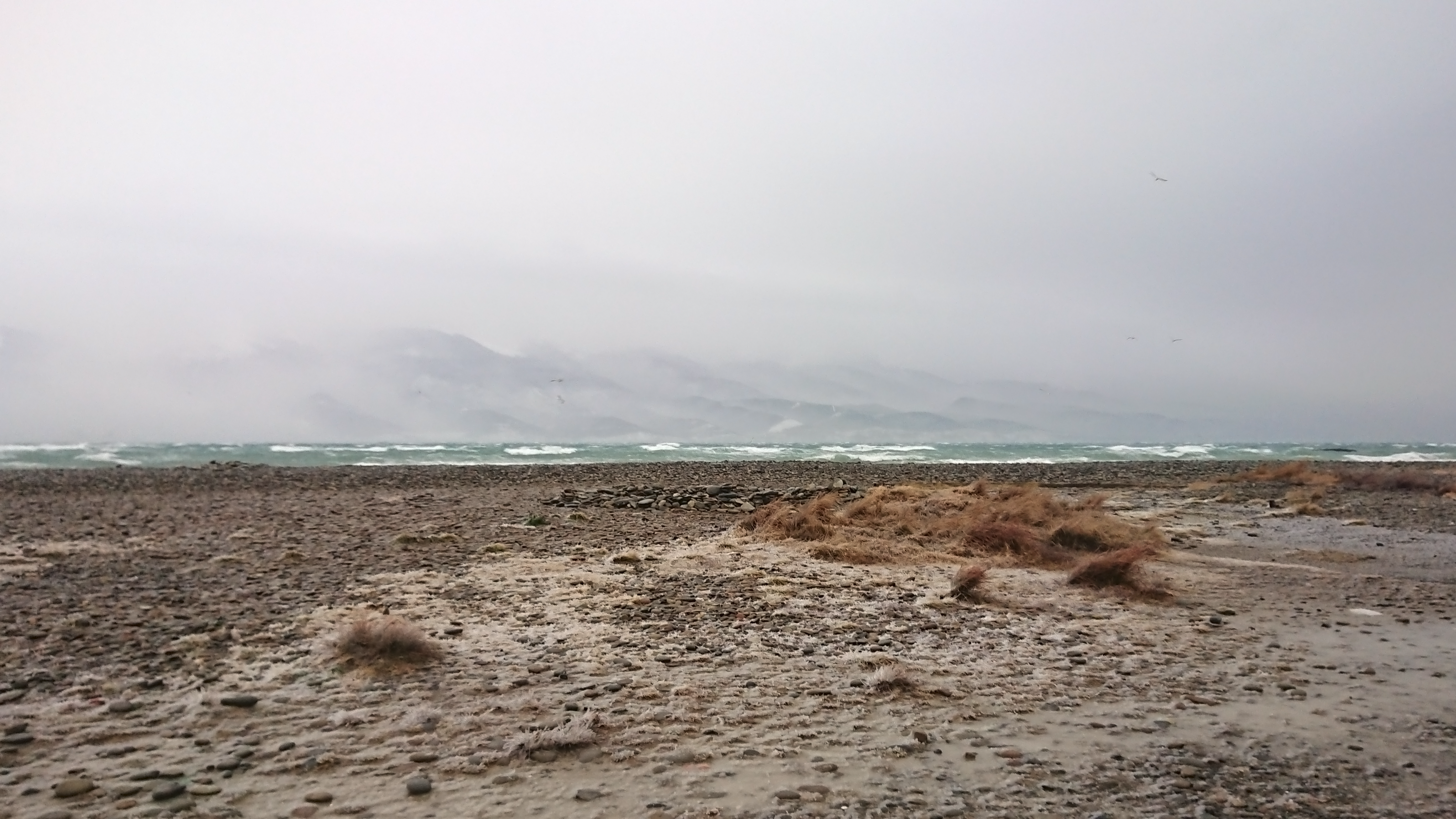
Лёгкий норд-ост зимой

Новоросси́йск — город на юге России, в Краснодарском крае.
Административный центр муниципального образования «город Новороссийск», расположен на юго-западе края, у побережья Цемесской (Новороссийской) бухты Чёрного моря.
Новороссийск — важный транспортный центр. В городе расположена Военно-морская база Черноморского флота Российской Федерации и крупнейший порт России и Чёрного моря, включающий пассажирский, грузовые порты и нефтеналивную гавань. Узел шоссейных дорог и конечный пункт железнодорожной линии от Краснодара.
Город-герой с 14 сентября 1973 года.

## Физико-географическая характеристика

### Климат
Город расположен в крымском субсредиземноморском экорегионе, поэтому климат в районе Новороссийска субтропический сухой, близкий к средиземноморскому. В зимнее время здесь господствуют воздушные массы умеренных широт, летом — тропических.
Ежегодно, чаще всего с ноября по март (реже с сентября по апрель, возможен даже летом), в районе Новороссийска может возникать шквальный северо-восточный ветер, который называют норд-ост или бора. Он возникает при вторжении на Черноморское побережье холодного воздуха с Северо-Кавказского плато. При этом массы холодного воздуха, перетекающие через горы, со стороны города выглядят гигантской опускающейся «бородой». При возникновении норд-оста происходит резкое понижение температуры воздуха (за считанные часы температура может понизиться на 10—15 градусов). В период от двух-трёх суток и до нескольких недель Новороссийская бухта становится несудоходной. Скорость ветра достигает 30—70 м/с, поэтому на время шторма суда вынуждены выходить в открытое море. В XIX веке продолжительность норд-оста была около трёх месяцев, но сейчас обычно гораздо меньше (в основном, 1—3 дня).
С недавнего времени распространены наводнения.
- 1848 год — от сильного норд-оста потерпели крушение шесть парусных судов эскадры Черноморского флота. Погибли 57 моряков[4].
- 1993 год — в Цемесской бухте затонуло несколько судов, в том числе рыбопромысловых. Погибли пятеро моряков.
- 1997 год — максимальная сила ветра порывами достигала 62 м/с. Температура воздуха опускалась до −18 °C. В городе были прекращены занятия в учебных заведениях, не работал общественный транспорт, ветром вырывало деревья, обрывало линии электропередач[5].
- Декабрь 2002 года — в результате шторма и сильного обледенения в порту Новороссийска затонули два судна. Были отменены занятия в школах. Температура опускалась до −15 °C[6].
- Февраль 2012 года — мощный ураган с порывами ветра до 45 м/с оставил без электричества более 150 тысяч жителей Новороссийска и Геленджика. Ветер повредил крыши 63 жилых домов в городе[7]. Губернатор Кубани Александр Ткачёв, посетивший город 8 февраля 2012 года, назвал Новороссийск «ледяным апокалипсисом»[8].

| Показатель              | Янв. | Фев. | Март | Апр. | Май  | Июнь | Июль | Авг. | Сен. | Окт. | Нояб. | Дек. | Год  |
| ----------------------- | ---- | ---- | ---- | ---- | ---- | ---- | ---- | ---- | ---- | ---- | ----- | ---- | ---- |
| Средняя температура, °C | 2,3  | 2,7  | 5,8  | 10,5 | 15,8 | 20,2 | 23,7 | 23,6 | 19,1 | 14,3 | 8,6   | 4,8  | 12,6 |
| Норма осадков, мм       | 84   | 74   | 57   | 49   | 43   | 58   | 60   | 47   | 52   | 57   | 75    | 104  | 758  |
| Источник: World Climate |      |      |      |      |      |      |      |      |      |      |       |      |      |

| Показатель                                                   | Янв.  | Фев. | Март | Апр. | Май  | Июнь | Июль | Авг. | Сен. | Окт. | Нояб. | Дек.  | Год  |
| ------------------------------------------------------------ | ----- | ---- | ---- | ---- | ---- | ---- | ---- | ---- | ---- | ---- | ----- | ----- | ---- |
| Абсолютный максимум, °C                                      | 17,6  | 22,2 | 22,3 | 29,8 | 31,3 | 37,1 | 41,1 | 40,0 | 34,6 | 31,5 | 25,9  | 24,2  | 39,6 |
| Средний суточный максимум, °C                                | 7,9   | 8,6  | 11,4 | 16,5 | 22,2 | 27,6 | 30,0 | 31,3 | 25,9 | 18,8 | 14,0  | 10,5  | 18,7 |
| Средняя температура, °C                                      | 4,7   | 5,0  | 7,8  | 12,4 | 18,2 | 23,4 | 25,6 | 26,7 | 21,5 | 14,8 | 10,2  | 7,2   | 14,8 |
| Средний суточный минимум, °C                                 | 2,0   | 2,2  | 5,0  | 9,2  | 15,2 | 20,0 | 22,0 | 22,7 | 17,8 | 11,6 | 7,3   | 4,3   | 11,6 |
| Абсолютный минимум, °C                                       | −16,1 | −20  | −5   | 1,2  | 7,3  | 14,0 | 15,4 | 16,1 | 7,7  | −2,3 | −7,2  | −11,7 | −20  |
| Норма осадков, мм                                            | 107   | 65   | 74   | 56   | 48   | 68   | 98   | 38   | 72   | 65   | 58    | 83    | 832  |
| Средняя влажность, %                                         | 73    | 70   | 70   | 66   | 71   | 65   | 62   | 53   | 58   | 66   | 68    | 71    | 66   |
| Средняя скорость ветра, м/с                                  | 4,5   | 5,5  | 3,9  | 3,2  | 2,4  | 2,8  | 2,7  | 3,5  | 3,9  | 4,7  | 4,3   | 3,8   | 3,8  |
| Источник: Погода и Климат (компиляция данных с метеостанции) |       |      |      |      |      |      |      |      |      |      |       |       |      |

| Абсолютные температурные показатели района Новороссийска | Абсолютные температурные показатели района Новороссийска | Абсолютные температурные показатели района Новороссийска |
| показатель                                               | температура, °C                                          | дата                                                     |
| -------------------------------------------------------- | -------------------------------------------------------- | -------------------------------------------------------- |
| Абсолютный минимум зимы                                  | − 20,0                                                   | 23 января 2006                                           |
| Абсолютный максимум зимы                                 | + 22,2                                                   | февраль 1973                                             |
| Абсолютный минимум лета                                  | + 9,0 °C                                                 | ? (20 век)                                               |
| Абсолютный максимум лета                                 | + 41,0                                                   | июль 1971                                                |

Средняя температура морской воды колеблется в Новороссийской бухте зимой от +7 °C до +12 °C, летом — от +20 °C до +30 °C. Летом, особенно в августе, на побережье, а также над акваторией бухты возможно возникновение гроз и смерчей, а также сильных ливней, которые могут вызывать наводнения. В частности:
- В августе 2002 года в районе Новороссийска в результате наводнения, вызванного проливными дождями и смерчем, вышедшим с моря на сушу, по официальным данным, погибли 62 человека[10]. Большинство погибших были отдыхающими. Огромные потоки воды, спускавшиеся с гор, уносили с собой в море всё, что попадалось на их пути. Вынесенными в море оказались автомобили и даже автобусы.
- В ночь на 7 июля 2012 года Новороссийск, а также близлежащие населённые пункты, в том числе Крымск и Геленджик, пострадали от сильнейшего наводнения, вызванного обильными осадками и сходом воды с гор. Катастрофе предшествовали небывалые ливневые дожди: за 16 часов в Новороссийске выпало 275 мм осадков при месячной норме для этих мест около 70-100 мм[11][12].

### Рельеф

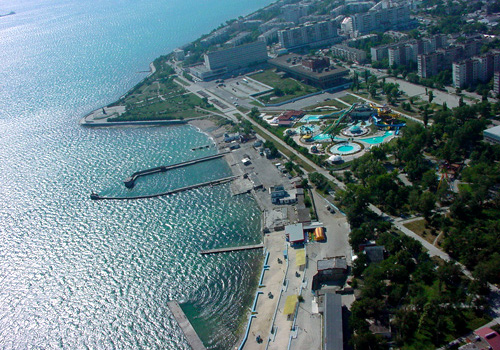
Вид Новороссийска с воздуха (2001 год)

Город вытянулся на 25 км амфитеатром вокруг Цемесской бухты и окружён горами Северного Кавказа. В юго-западной части город окаймлён отрогами Навагирского хребта, подходящими к городу с северо-запада, от района Анапы. Самая высокая точка Навагирского хребта на территории Новороссийска — гора Колдун (447 м). С северной стороны город прижат к морю Маркотхским горным хребтом, который тянется ещё на 50 км на юго-восток вплоть до Геленджика. Самая высокая точка Маркотхского хребта на территории Новороссийска — гора Сахарная голова (558 м). Горы защищают город от холодных воздушных масс, идущих с континента. По центру Новороссийска протекает узкая и неглубокая река Цемес. Она проходит через индустриальную часть города. В юго-западной части города находится озеро Солёное, которое местные жители называют «лиманом». Оно примечательно тем, что от моря его отделяет узкая полоса Суджукской косы. В 14 км от Новороссийска находится самое большое пресноводное озеро Краснодарского края Абрау.

### Сейсмическая активность
Новороссийск располагается в сейсмоопасной зоне. С 1799 по 1981 год в районе, где находится Новороссийск, произошло около 17 ощутимых землетрясений.
- 9 октября 1879 — Нижнекубанское землетрясение магнитудой 7.
- 12 июля 1966 — в Новороссийске был зафиксированы сильные толчки продолжительностью 3—4 секунды. Эпицентр землетрясения находился в районе Новороссийск — Геленджик. Сила подземных толчков достигала 6 по шкале Рихтера. Разрушений не было, лишь в некоторых домах появились трещины, осели перегородки.
- 3 сентября 1978 — Архипо-Осиповское землетрясение магнитудой 7. Больших разрушений в Новороссийске не было.
- 9 ноября 2002 — серьёзное землетрясение на территории Новороссийска и всего Краснодарского края[14]. Толчки силой до 5,5 начались глубокой ночью. Многие новороссийцы покинули свои дома и остаток ночи провели на улицах города, боясь повторных толчков. В некоторых домах в результате землетрясения потрескалась штукатурка, в нескольких старых зданиях появились трещины.
- 6 октября 2007 года — в Новороссийске ощущались толчки магнитудой до 3,8. Эпицентр землетрясения находился в Чёрном море в 35 км от города Анапа[15].
- 10 декабря 2012 года — землетрясение магнитудой 4,8[16] эпицентр находился в 8 км от станицы Натухаевская.
- 11 марта 2013 года — землетрясение магнитудой 3,2, происшедшее в 08:57[17], эпицентр которого находился в акватории Чёрного моря на глубине 5 км.
- 18 апреля 2021 года — землетрясение магнитудой 3,3 в 13:58, эпицентр был в 21 километре от Новороссийска, 18 километрах от Мысхако и 6 километрах от Абрау-Дюрсо. Эпицентр был в акватории Чёрного моря на глубине 10 километров.[18]
- 11 сентября 2021 года — землетрясение магнитудой 3,7 и интенсивностью в 2-3 у.е.. Эпицентр был в акватории Чёрного моря на глубине 10 км, на расстоянии 5 км от берега.[19]

### Часовой пояс
Город Новороссийск, как и весь Краснодарский край, находится в часовом поясе, обозначаемой по международному стандарту как Moscow Time Zone (MSK). Смещение относительно Всемирного координированного времени UTC составляет +3:00 (MSK).

## История

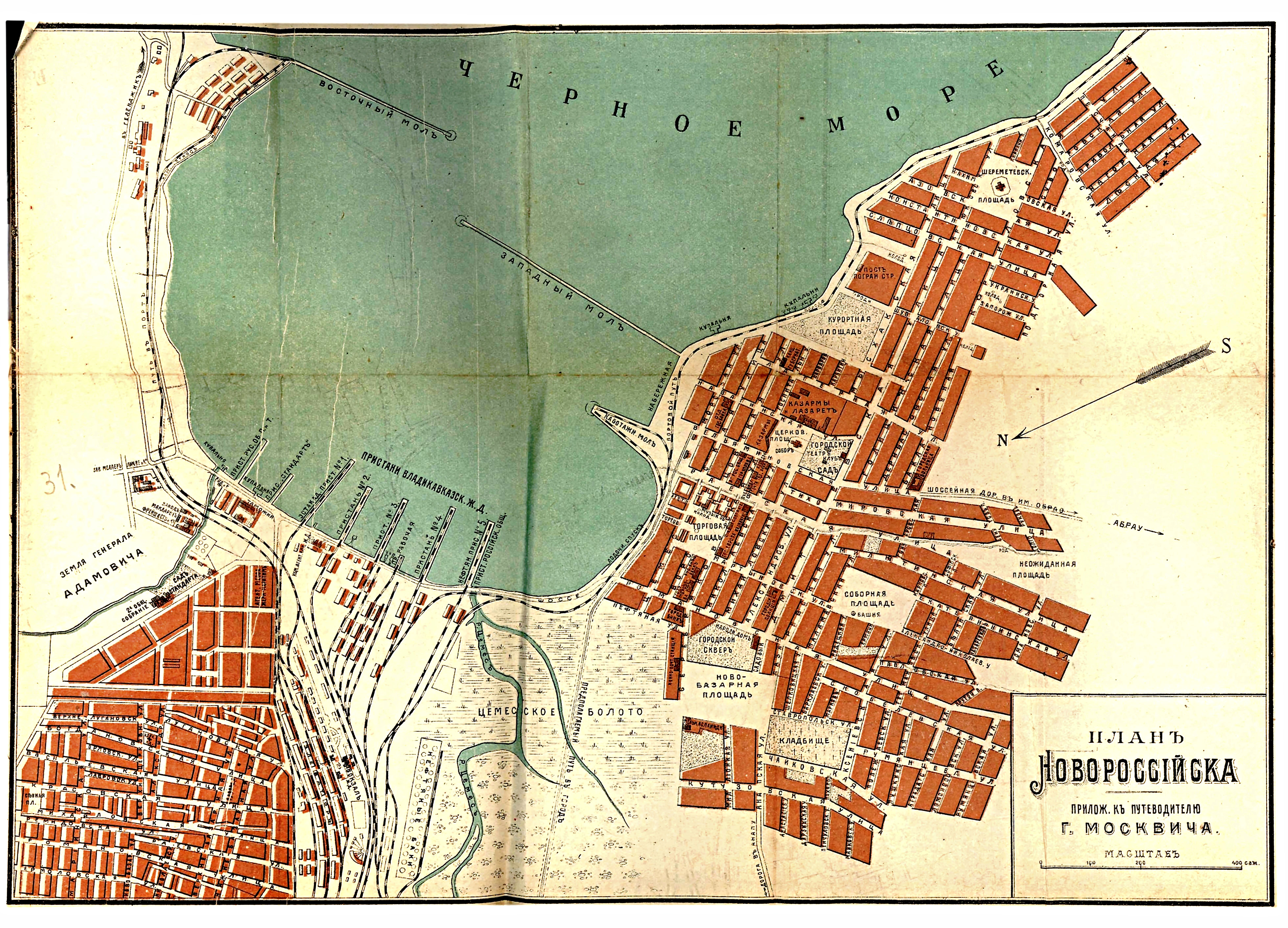
План Новороссийска 1913 года из «Иллюстрированного практического путеводителя по Кавказу» Г. Г. Москвича

С I в. н. э. до середины III в. н. э. происходит подъём экономической жизни на античных поселениях в регионе. В районе нынешнего с. Мысхако локализуется селение Баты, которое упоминает в своей «Географии» греческий учёный Страбон. В III в. н. э. селение Бата, как и многие центры торговли, было разорено готскими племенами.
В XVIII веке на территории будущего Новороссийска находилась турецкая крепость Суджук-кале. В османской крепости располагался один из крупнейших невольничьих рынков Северо-Западного Кавказа.
Встречаются различные версии о дате основания Новороссийска. Версии более раннего основания населённого пункта включают дату основания турецкой крепости Суджук-Кале в начале XVIII века. Названия, идущие от крепости Суджук-Кале, сохранились и в современной городской топонимике — Суджукская коса, Суджукская лагуна, остров Суджук, Суджукский маяк.
В 1829 году по Адрианопольскому мирному договору территория Цемесской бухты перешла от Турции к России. Однако местное черкесское население ещё долго не признавало власть военной русской администрации. 12 сентября 1838 года корабли российской эскадры вошли в Цемесскую бухту, 5816 человек под командованием Н. Н. Раевского и М. П. Лазарева высадились на развалины турецкой крепости. Этот день отмечается теперь как дата основания города.
28 февраля (12 марта) и 1 (13) марта 1855 года в ходе Крымской войны англо-французская эскадра (английские корабли: колёсный 20-пушечный пароходофрегат, винтовой 28-пушечный фрегат, 13-пушечный корвет, 4-пушечная канонерская лодка, французский колёсный 2-пушечный вооружённый пароход, всего 67 орудий) бомбардировала Новороссийск. В крепости пострадали госпиталь, арсенал и ряд других строений. Неравный бой вела Первая Приморская береговая батарея, спешно установленная в районе мыса Любви (стационарной береговой артиллерии в Новороссийске не было): 4 18-фунтовые пушки, 3 12-фунтовые пушки и 3 мортиры с дальностью стрельбы до 1000 саженей. Удалось добиться нескольких попаданий в корабли, после чего они отошли к входу в бухту и прекратили обстрел (наблюдались попадания в канонерскую лодку, а при уходе из бухты корвет уводили на буксире). На батарее было подбито 1 орудие, 6 артиллеристов погибли и 6 получили ранения, 4 контужены. 2 (14) марта в Новороссийск из Анапы прибыло подкрепление (5 рот пехоты, 4 сотни казаков, анапский полуэскадрон), после чего англо-французская эскадра отступила.
В мае 1855 года Новороссийск как крепость временно «упраздняется» (был разрушен собственными защитниками) во избежание захвата вражеским десантом из уже захваченной Керчи. Территория была оккупирована до конца войны подошедшими с юга войсками Османской империи.
По мере российского завоевания постепенно пресекается работорговля между горскими поставщиками и османскими покупателями, но торговля живым товаром продолжалась контрабандным способом до окончательного закрепления России в Причерноморье после Крымской войны.
27 сентября 1866 года Новороссийск становится центром Черноморского округа (Черноморское побережье от Тамани до Грузии; до 1896). В городе тогда насчитывалось 430 жителей. В 1882 году вошёл в строй первый цементный завод, в 1888 году в Новороссийск пришёл первый поезд, в 1893 году рядом с Новороссийским элеватором вошла в строй первая в мире электростанция трёхфазного тока. С 1896 по 1920 год Новороссийск — центр Черноморской губернии.
14 декабря 1905 года совет депутатов трудящихся обращается к новороссийцам, горожане призываются к борьбе с царизмом. Начала своё существование Новороссийская республика. 25 декабря отряд под командованием генерала Пржевальского прибыл на станцию Тоннельную, а в бухте отдал якорь броненосец «Три святителя». Совет депутатов принял решение не сопротивляться царским властям. В городе введено осадное положение, народные депутаты осуждены и приговорены к каторжным работам, а 7 человек — к смертной казни.
В феврале 1917 года, когда в стране пала монархия, до ноября власть в городе осуществлял комиссар Временного правительства. После Октябрьская революции власть комиссара Временного правительства ликвидирована 23-30 ноября 1917 года. Избран Центральный исполнительный комитет Советов Черноморской губернии, 1 декабря распущена городская дума и установлена советская власть.
В марте-мае 1918 г. Новороссийск — центр Черноморской Советской Республики в составе РСФСР. С 30 мая по 6 июля в составе Кубано-Черноморской Советской Республики.
18-19 июня по распоряжению В. И. Ленина в Цемесской бухте был затоплен Черноморский флот. C 7 июля в составе Северо-Кавказской Советской Республики. 26 августа 1918 года город переходит под контроль белогвардейцев и интервентов.
12 марта 1920 года белые части начали посадку в пароходы для эвакуации. Лидер Белого движения на Юге России генерал Деникин на миноносце «Цесаревич Георгий» из порта Новороссийск покинул страну, к 1 мая в Новороссийске не осталось белогвардейцев и прошёл первомайский парад.
В апреле 1930 года запущена Новороссийская электростанция мощностью 22 тыс. кВт. В 1937 году со дна Цемесской бухты поднят затопленный в 1918 году Черноморский флот.
К 1940 году в городе ликвидирована неграмотность.
Во время Великой Отечественной войны 1941—1945 большая часть города была захвачена войсками вермахта. В 1943 году, в ночь на 4 февраля в районе Станички высадился десант моряков численностью 274 человека, захвативший плацдарм (впоследствии — Малая земля), который удерживался 225 дней, до полного освобождения города. 16 сентября 1943 года город был полностью освобождён.
7 мая 1966 года за стойкость, мужество и героизм, проявленные защитниками Новороссийска в период Великой Отечественной войны, город награждён орденом Отечественной войны 1-й степени. 14 сентября 1973 года в ознаменование 30-летия разгрома войск вермахта при защите Северного Кавказа Новороссийску присвоено почётное звание города-героя со вручением ордена Ленина и медали «Золотая Звезда».
В 2018 году город Новороссийск отметил 180 лет со дня основания.

## Население
| 1853     | 1866     | 1870     | 1873     | 1882     | 1896     | 1897     | 1906     | 1913     | 1923     | 1926     |
| -------- | -------- | -------- | -------- | -------- | -------- | -------- | -------- | -------- | -------- | -------- |
| 960      | ↘434     | ↗1862    | ↘1622    | ↗7271    | ↗22 319  | ↘16 897  | ↗43 000  | ↗46 000  | ↗47 700  | ↗67 941  |
| 1931     | 1939     | 1941     | 1943     | 1959     | 1967     | 1970     | 1973     | 1975     | 1976     | 1979     |
| ↗82 900  | ↗95 240  | ↗96 500  | ↘1209    | ↗93 461  | ↗123 000 | ↗132 744 | ↗141 000 | ↗150 000 | →150 000 | ↗159 135 |
| 1982     | 1985     | 1986     | 1987     | 1989     | 1990     | 1991     | 1992     | 1993     | 1994     | 1995     |
| ↗168 000 | ↗176 000 | ↗179 000 | →179 000 | ↗185 938 | ↗188 000 | ↗189 000 | ↗190 000 | ↗192 000 | ↗194 000 | ↗203 000 |
| 1996     | 1997     | 1998     | 1999     | 2000     | 2001     | 2002     | 2003     | 2004     | 2005     | 2006     |
| ↗204 000 | →204 000 | ↗205 000 | ↘204 300 | ↘203 300 | →203 300 | ↗232 079 | ↗232 100 | ↘231 500 | ↘231 100 | ↘230 700 |
| 2007     | 2008     | 2009     | 2010     | 2011     | 2012     | 2013     | 2014     | 2015     | 2016     | 2017     |
| ↘229 200 | ↘227 900 | ↗228 243 | ↗241 952 | ↘241 800 | ↗246 687 | ↗251 013 | ↗256 580 | ↗262 250 | ↗266 977 | ↗270 774 |
| 2018     | 2019     | 2020     | 2021     | 2023     | 2024     | 2025     |          |          |          |          |
| ↗273 278 | ↗275 197 | ↘274 956 | ↘262 293 | ↘261 626 | ↗261 937 | ↗261 973 |          |          |          |          |

На 1 января 2025 года по численности населения город находился на 76-м месте из 1124 городов Российской Федерации.
Национальный состав
| Народ                     | 1926   | %       | 2010    | %       |
| ------------------------- | ------ | ------- | ------- | ------- |
| русские                   | 35 872 | 52,8 %  | 212 931 | 88,01 % |
| армяне                    | 4122   | 6,07 %  | 8164    | 3,37 %  |
| украинцы                  | 15 476 | 22,78 % | 5767    | 2,38 %  |
| татары                    | 586    | 0,86 %  | 2153    | 0,89 %  |
| греки                     | 1461   | 2,15 %  | 1718    | 0,71 %  |
| другие                    | 10 424 | 15,34 % | 7188    | 2,97 %  |
| не указана национальность |        |         | 4031    | 1,67 %  |
| Всего                     | 67 941 | 100,0 % | 241 952 | 100,0 % |

По итогам переписи населения 2020 года проживали следующие национальности (национальности менее 0,1 % и другое см. в сноске к строке «Другие»):
| Национальность | Численность, чел. | Доля     |
| -------------- | ----------------- | -------- |
| Русские        | 228 066           | 86,95 %  |
| Армяне         | 4518              | 1,72 %   |
| Украинцы       | 1482              | 0,57 %   |
| Татары         | 880               | 0,34 %   |
| Греки          | 625               | 0,24 %   |
| Грузины        | 325               | 0,12 %   |
| Азербайджанцы  | 309               | 0,12 %   |
| Другие         | 26 088            | 9,94 %   |
| Итого          | 262 293           | 100,00 % |

## Местное самоуправление
Руководители органов местного самоуправления
Городские главы города Новороссийска
- 1896—1898 — Михаил Фёдорович Пенчул
- 1898—1901 — Поликарп Константинович Броверман
- 1901—1905 — Алексей Андреевич Никулин
- 1906—1916 — Пётр Корнилиевич Калинин
- 1916—1917 — Михаил Елисеевич Певунов
- 1917 — Сергей Михайлович Афиногенов

Главы администрации города Новороссийска
- 1992 — Георгий Васильевич Хоботов
- 1992—2002 — Валерий Георгиевич Прохоренко
- 2003—2016 — Владимир Ильич Синяговский
- 2016—2021 — Игорь Алексеевич Дяченко
- 2021—н. в. — Андрей Васильевич Кравченко

## Административное деление
Город Новороссийск (город краевого подчинения) как объект административно-территориального устройства Краснодарского края состоит из следующих административно-территориальных единиц: 5 внутригородских районов (Восточный, Центральный, Приморский, Южный, Новороссийский) и 6 сельских округов (Натухаевский, Раевский, Мысхакский, Абрау-Дюрсо, Верхнебаканский, Гайдукский).
Администрация и дума муниципального образования по состоянию на 2009 год выделяли 5-й отдельный Новороссийский район, в который включали 7 сельских округов: Гайдукский, Верхнебаканский, Раевский, Натухаевский, Мысхакский, Абрау-Дюрсо, Глебовский сельские округа, которым подчинены 22 сельских населённых пункта.

## Официальные символы города

### Флаг Новороссийска
Первый флаг Новороссийска был принят 10 сентября 1999 года.

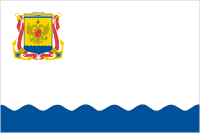
Флаг Новороссийска 10 сентября 1999 — 24 июля 2007.

Описание первого флага: Белое полотнище с соотношением ширины к длине 2:3 с синими волнами снизу, в крыж помещён полный герб города. Геральдическое описание герба гласит: «Герб города Новороссийска представляет собой золотой с синей волнистой оконечностью щит, внутри которого расположен чёрный увенчанный короной двуглавый орёл со скипетром и державой в лапах; на груди орла щиток, на его красном поле по диагонали — орденские ленты: ордена Ленина и ордена Великой Отечественной войны 1-й степени; в центре на орденских лентах — медаль „Золотая Звезда“. Щит увенчан крепостными башенными зубцами и украшен двумя золотыми якорями, соединёнными Александровской лентой, лентой ордена Святого Александра Невского».
Нынешний флаг Новороссийска был официально утверждён 24 июля 2007 года.
Описание флага таково: Флаг представляет собой двустороннее прямоугольное жёлтое полотнище с отношением ширины к длине 2:3, несущее вдоль нижнего края чёрную волнообразную полосу в 1/5 ширины полотнища с восемью видимыми гребнями. В крыже изображён орёл из герба города, выполненный чёрным, красным и белым цветом. Габаритная ширина фигуры составляет 1/3 длины полотнища.

Флаг Новороссийска, утверждённый 24 июля 2007 года.

Флаг города-героя Новороссийска составлен из различных элементов, образующих единую композицию. Все фигуры флага символизируют город и его жителей как воинов и тружеников. Чёрная волнообразная полоса отражает географическое расположение города на берегу Чёрного моря. Императорский орёл, редкого для отечественной геральдики «николаевского» типа, подчёркивает то, что город основан в эпоху правления императора Николая I. Православный восьмиконечный крест, водружённый на опрокинутом белом полумесяце и помещённый на красном поле щитка на груди орла, свидетельствует об исторической победе русского оружия над турецким на черноморских берегах Северного Кавказа. Жёлтый цвет (золото) символизирует власть, величие, щедрость и славу. Чёрный цвет символизирует мудрость, скромность, честность и вечность бытия. Красный цвет символизирует мужество, храбрость, праздник и красоту. Белый цвет (серебро) — символ совершенства, благородства, чистоты, веры и мира.

### Герб Новороссийска
Герб Новороссийска был официально утверждён императором Николаем II 15 октября 1914 года. Описание герба было таким: в золотом поле над чёрной волнистой оконечностью чёрный двуглавый орёл под короной, в лапах орла скипетр и держава, на груди червлёный щиток, в котором золотой православный крест над серебряным опрокинутым полумесяцем. В 1994 советский герб сменился на новый, частично повторяющий дореволюционную композицию, но имеющий особенности в деталях (рисунок орла, короны и щита, другие цвета элементов герба). В 2006 году герб 1914 года с небольшими изменениями (добавлена корона) был принят в качестве герба города.
Описание современного герба:

В золотом, с чёрной волнистой оконечностью, щите чёрный двуглавый, увенчанный Императорской короной орёл, со скипетром и державою в лапах, на персях коего щиток, в червлёном поле которого золотой православный восьмиконечный крест, водружённый на серебряном опрокинутом полумесяце. Щит увенчан золотою о пяти зубцах башенною короною.

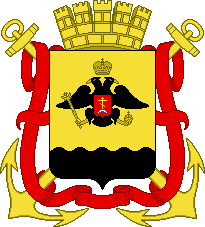
Герб (1914)
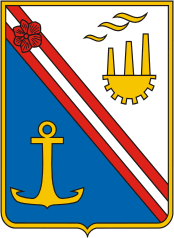
Герб (1968)
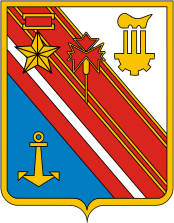
Герб (1974)
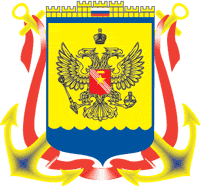
Герб (1994)
Герб (2006)

### Гимн Новороссийска
Гимн Новороссийска — Новороссийские куранты (Опус 111b) написан Дмитрием Шостаковичем в 1960 году для мемориала Великой Отечественной войны, находящегося на площади Героев, где его непрерывно по расписанию воспроизводят с открытия мемориала в 1960 году.
Партитура писалась автором от руки, занимает 4 нотных листа. Выполнена фиолетовыми чернилами. На четвёртом листе, в конце, автор поставил дату и подпись. Оригинальная партитура хранится в Новороссийском государственном историческом музее-заповеднике.

## Религия
Город является центром Новороссийской епархии Русской православной церкви. В городе находится как минимум 12 православных храмов, 3 протестантских церкви, 1 Армянская апостольская церковь. Кафедральный храм города Успенский собор.
В городе также имеется лютеранская кирха. Имеется несколько общин баптистов, а также родноверов. Также на территории города имеет свой дом молитвы Церковь христиан веры евангельской (пятидесятников). С начала 1990-х годов в городе действует храм «Международного общества сознания Кришны» (ИСККОН).
В 2013 году еврейской общине была возвращена часть здания бывшей синагоги. Евреи Новороссийска помогли восстановить еврейскую общину в Анапе.

## Экономика

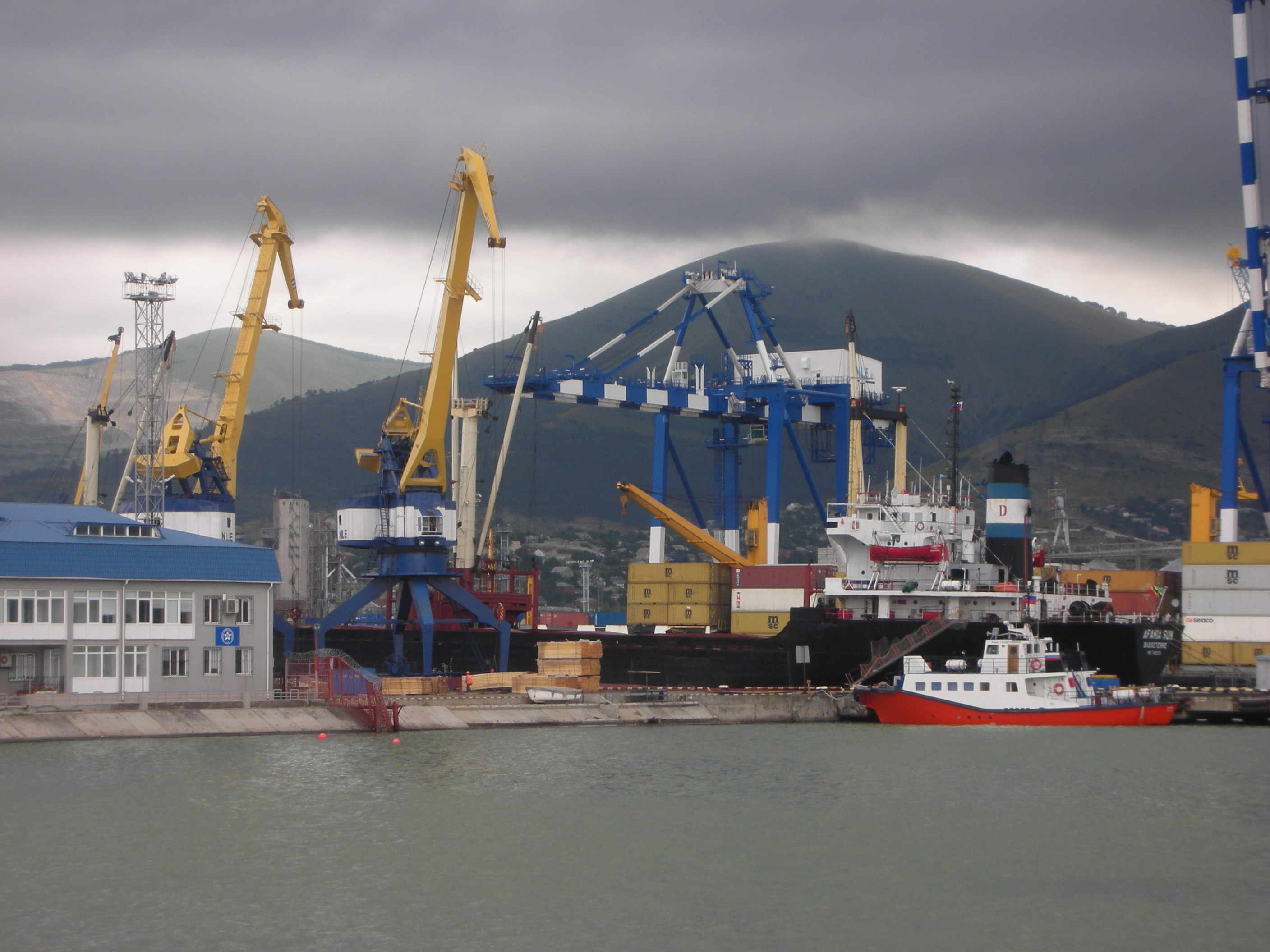
Порт Новороссийск

### Промышленность
Новороссийск — главный центр цементной промышленности на юге России. Заводы созданы на базе крупных месторождений высококачественных мергелей.
- ОАО «Новоросцемент». Предприятие было основано в 1882 году.
- 25 августа 1965 года на базе уникального месторождения высококачественных мергелей был запущен «Верхнебаканский цементный завод».
- ООО «Атакайцемент» начинает свою историю в 1913 году с завода «Победа».

К крупнейшим и развивающимся предприятиям отрасли также относятся: ООО «Новоросметалл», ООО «Выбор-С», ООО «Бриз», ООО «Асстек-Н», ООО «Кримиан Франц Килль», ООО Новороссийский кислородный завод", ООО «Вист», ООО «Рембытмашприбор», ООО «Русспласт», ООО «Аттри», ООО «Кубаньбытхим», ООО «Геконикс», ООО «Новороссийская перерабатывающая компания», ООО «Море протезов» и другие.

### Торговля и сфера услуг

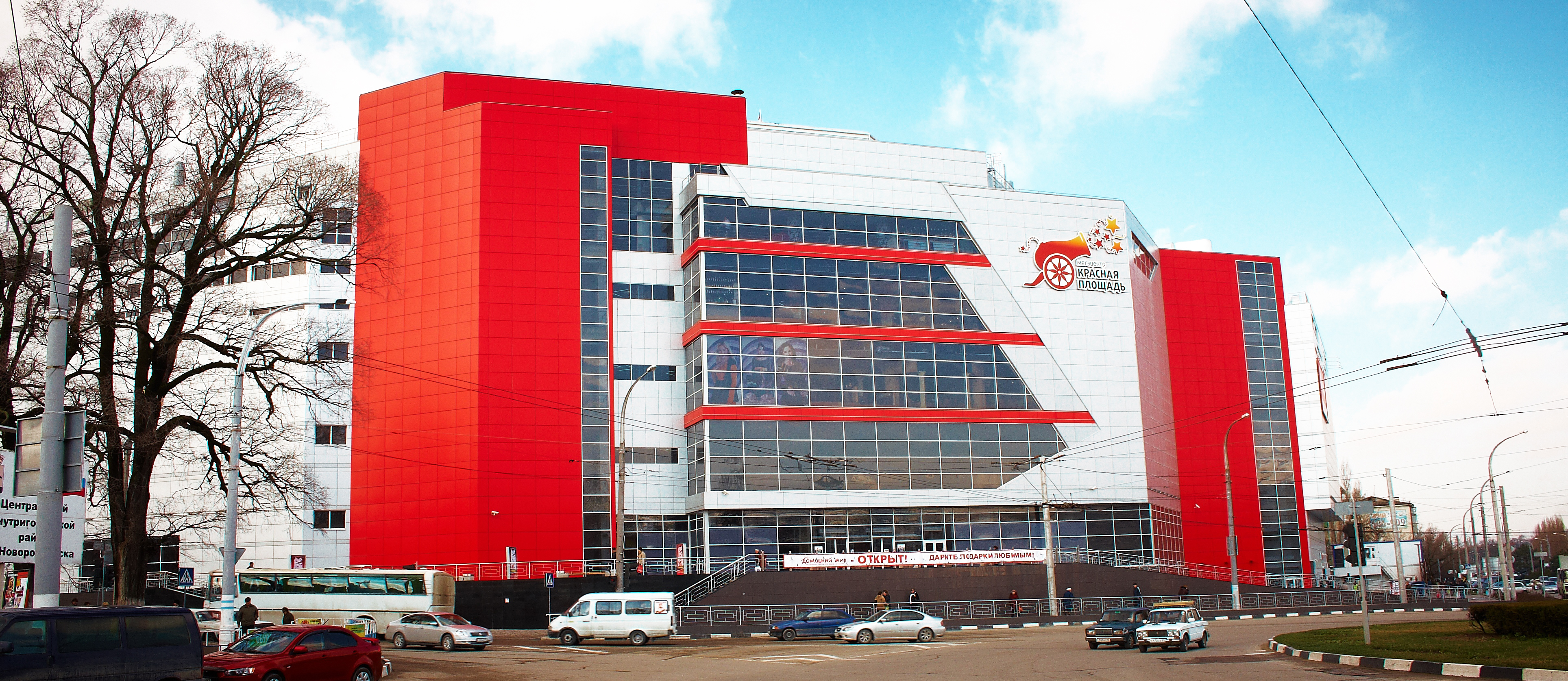
Мегацентр «Красная Площадь» на углу улиц Кутузовской и Анапского Шоссе

В городе функционируют магазины как федеральных и региональных сетей, так и местных, в том числе два гипермаркета «Лента», шесть гипермаркетов «Магнит» (один в составе мегацентра «Красная площадь»), три гипермаркета электроники «М.Видео», два гипермаркета электроники «DNS», гипермаркет «Metro Cash&Carry», гипермаркеты строительных и отделочных материалов формата DIY «Бауцентр» и «Leroy Merlin», магазины и супермаркеты «Магнит», «Перекрёсток», «Пятёрочка», «Связной», «Позитроника», «Эльдорадо», «Поиск», «Табрис», «Ситилинк», «Булочная», «Видео», «Техностиль», «Высшая лига», «Спортмастер», «Hoff mini», «Hoff», и др. Работают торговые и торгово-развлекательные центры «ТЕАМ», «Венеция», «Плаза», «Поиск», «Галерея», «Южный Пассаж», «Красная Площадь», «Бон Пассаж».
Действуют предприятия сетей общественного питания Subway, BrandICE, Cinnabon, Rostic’s, «Burger King», «Любо», «Минами», «MYBOX», «BEDOEV COFFEE»,"Surf Coffee" и др.

## Транспорт

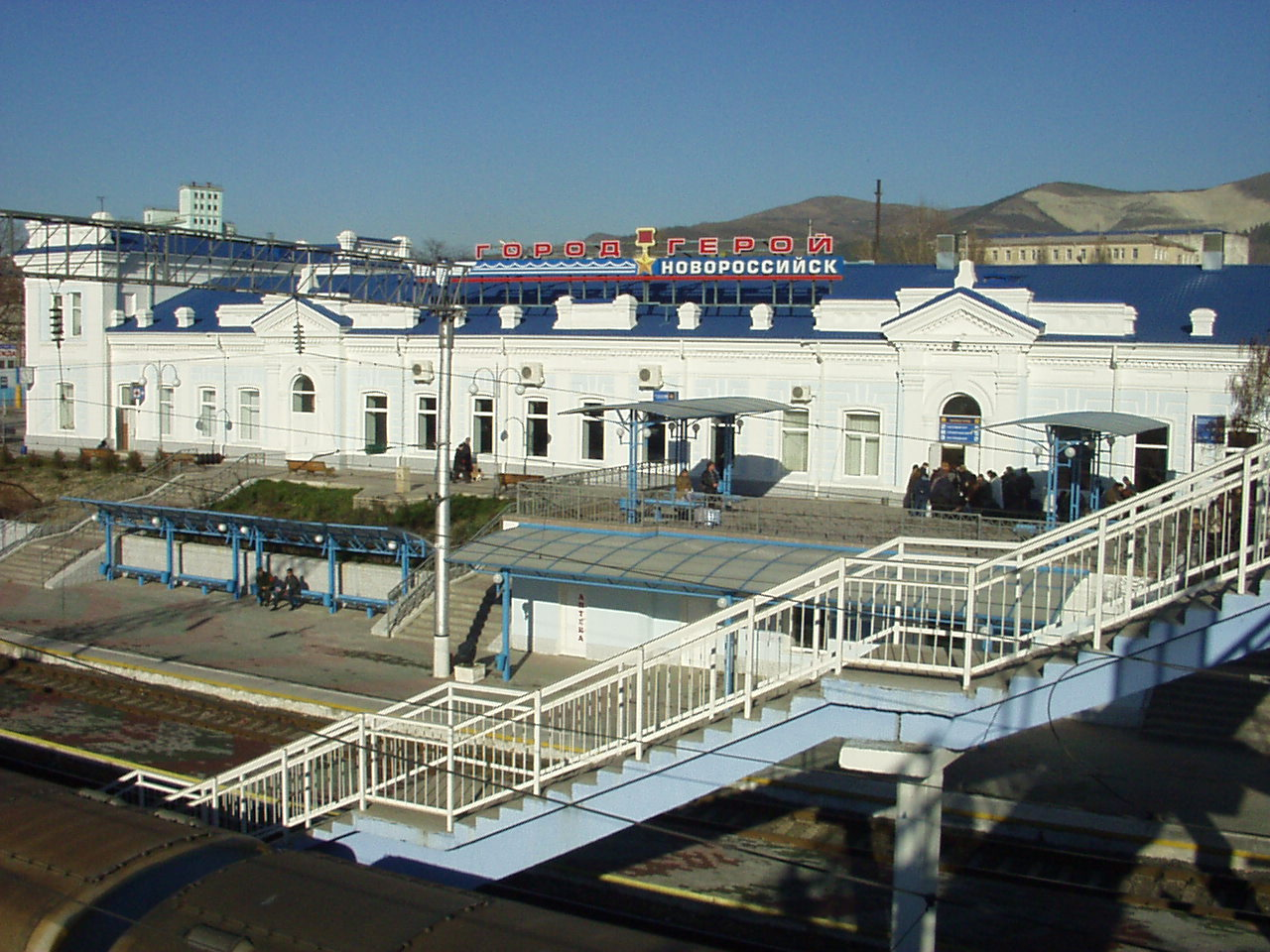
Вокзал станции Новороссийск

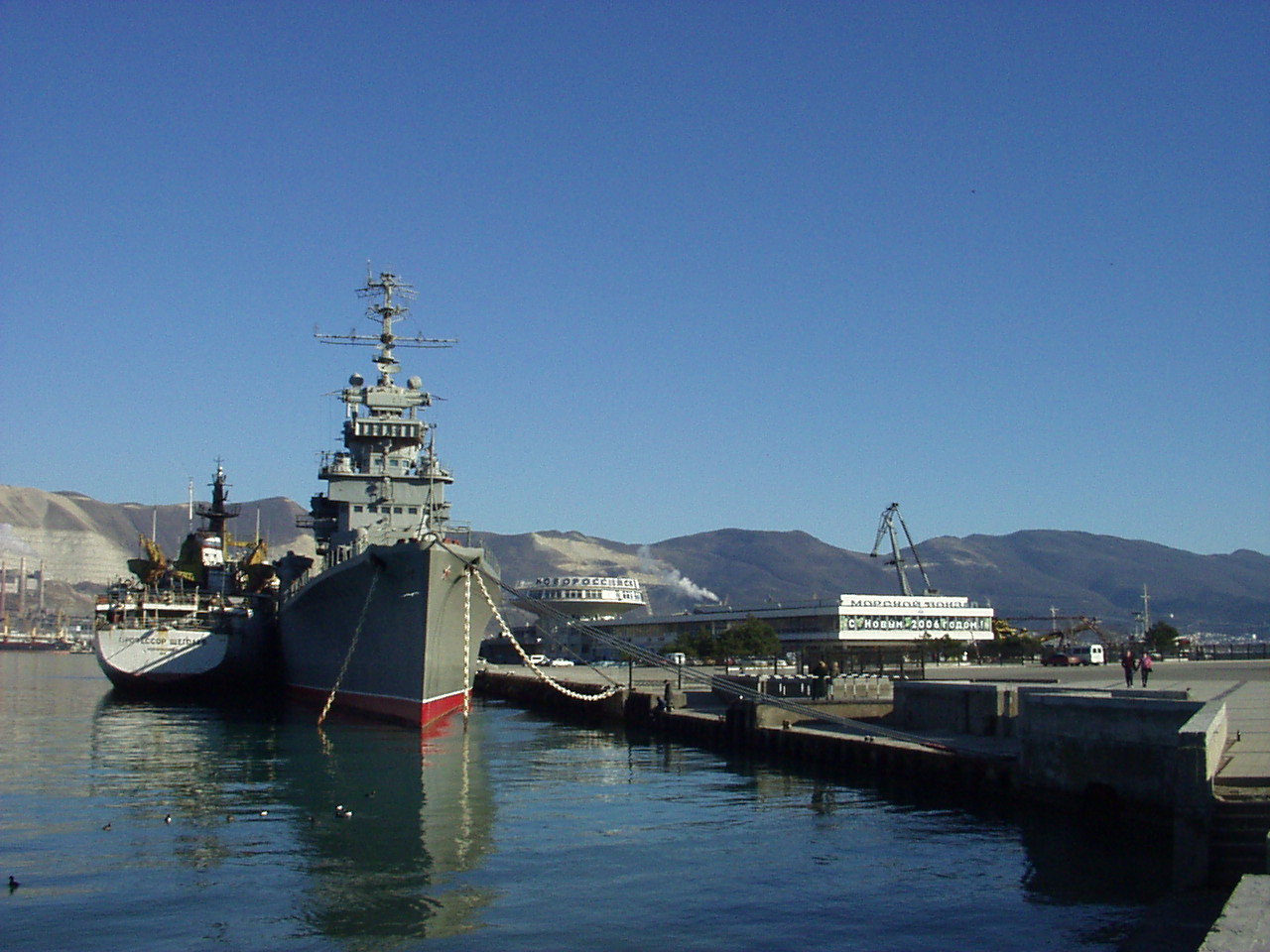
Морской вокзал Новороссийска

Новороссийск — крупнейший порт России, грузооборот всех терминалов порта в 2009 году составил 123,6 млн т, Грузооборот за 2019г составил 142,5 млн т. Город расположен на берегу незамерзающей Цемесской бухты, одной из наиболее удобных на Чёрном море. Порт Новороссийск обеспечивает морскую внешнеторговую деятельность России с регионами Азии, Среднего Востока, Африки, Средиземноморья и Южной Америки. Крупнейшая стивидорная компания порта — ПАО «Новороссийский морской торговый порт». В городе находится управление Новороссийского морского пароходства, одного из крупнейших в России. Имеется морской вокзал.
В Новороссийске расположена крупная железнодорожная станция (конечная на электрифицированной дороге от Крымской), обеспечивающая доставку и перевалку импортных и экспортных грузов; с оборотным локомотивным депо ТЧп-15, вагоноремонтным заводом и пассажирским железнодорожным вокзалом. Пассажирские поезда обеспечивают сообщение с крупнейшими городами России.
В Новороссийске сходятся федеральные автомобильные трассы М4 «Дон» (Москва — Ростов-на-Дону — Новороссийск) и А290 (Новороссийск — Керчь). В городе имеется развитая улично-дорожная сеть. Единственный подземный пешеходный переход города, проходящий под улицей Советов, расположен в районе Центрального рынка, надземные пешеходные переходы находятся на Анапском шоссе и в районе Шесхариса.

### Общественный транспорт
Основу внутригородского и пригородного пассажирского транспорта составляют троллейбусы и автобусы, в том числе малой вместимости. Междугороднее и международное (Армения, Абхазия) автобусное сообщение осуществляется с Новороссийского автовокзала. Ранее имелось катерное сообщение между пристанями на морвокзале, Суджукской косе, в Восточном районе морского порта и с Кабардинкой.

#### Троллейбус
Троллейбусное движение в Новороссийске открылось 1 апреля 1969 года. На данный момент в Новороссийске работают 8 троллейбусных маршрутов, из них 1 — в пиковом режиме. Регулярные троллейбусные маршруты (№ 1, 6, 7, 10, 11, 12, 14) работают ежедневно с 5:00 до 22:30. Троллейбусы пикового маршрута № 13 курсируют в утреннее время (с 5:00 до 8:00). За проезд в новороссийском троллейбусе следует заплатить 37 рублей наличными, либо же 35 рублей банковской картой. Учащиеся школ и вузов, пенсионеры, инвалиды, работники бюджетных учреждений и прочие льготные категории жителей города имеют право на транспортную карту бесплатно.

## Образование
В Новороссийске находятся следующие учебные заведения:

### Высшие учебные заведения

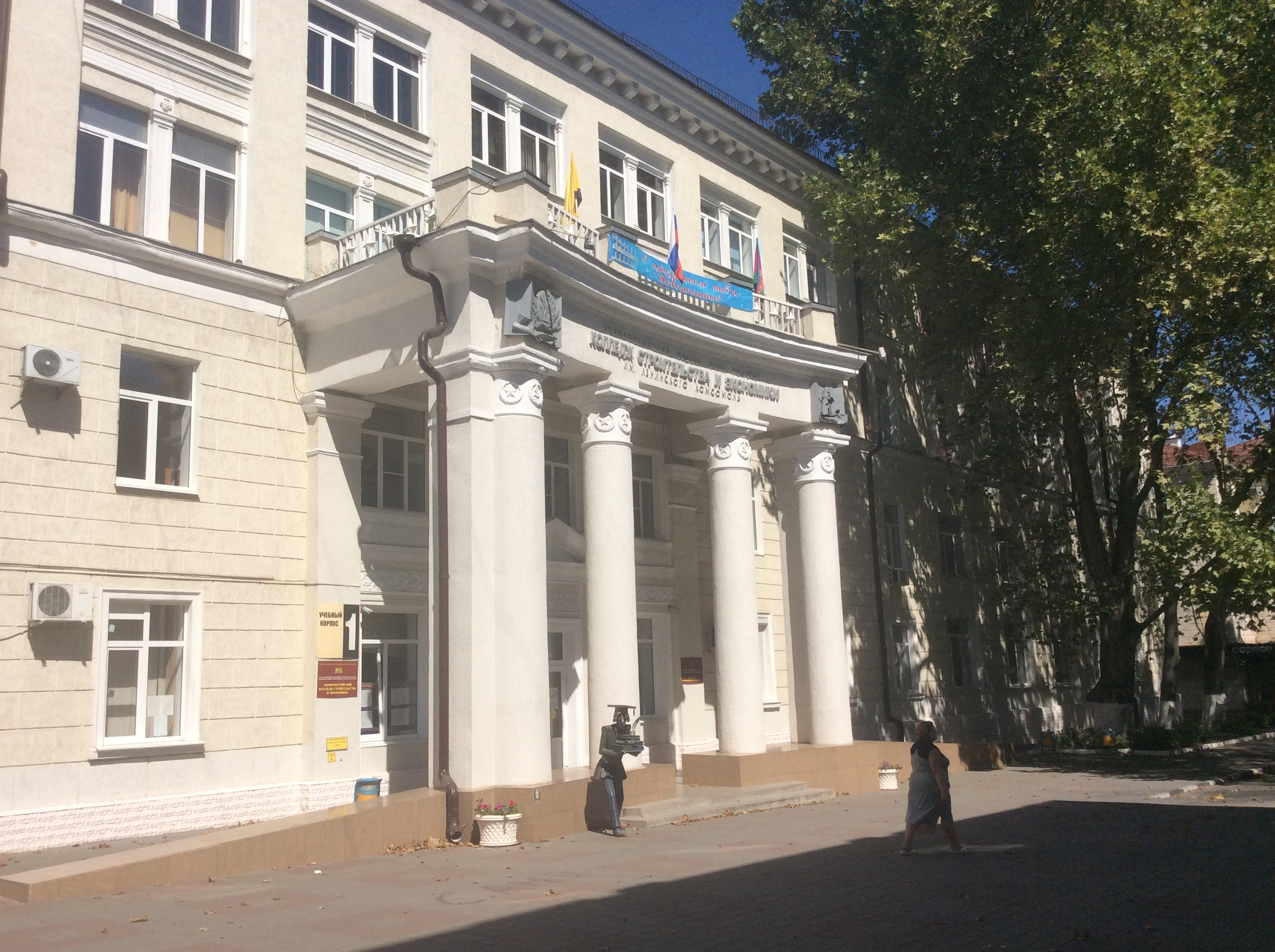
Колледж строительства и экономики

- Государственный морской университет имени адмирала Ф. Ф. Ушакова.
- Новороссийский политехнический институт (филиал) Кубанского государственного технологического университета.
- Новороссийский филиал Пятигорского государственного университета (бывш. НФ ПГЛУ).
- Новороссийский институт (филиал) АНО ВО МГЭУ.
- ФГОБУ ВО «Финансовый университет при Правительстве РФ» Новороссийский филиал.
- Белгородский государственный технический университет им. В. Г. Шухова (Новороссийский филиал).
- ФГБОУ ВО «КубГУ» в Новороссийске.

### Средние специальные учебные заведения
- Новороссийский колледж строительства и экономики
- Новороссийский колледж радиоэлектронного приборостроения.
- Новороссийский медицинский колледж.
- Новороссийское музыкальное училище им Д. Д. Шостаковича.
- Новороссийский социально-педагогический колледж.
- Новороссийский технико-экономический колледж.
- Новороссийский профессиональный техникум
- филиал Кубанского колледжа культуры, экономики и права.

## Культура

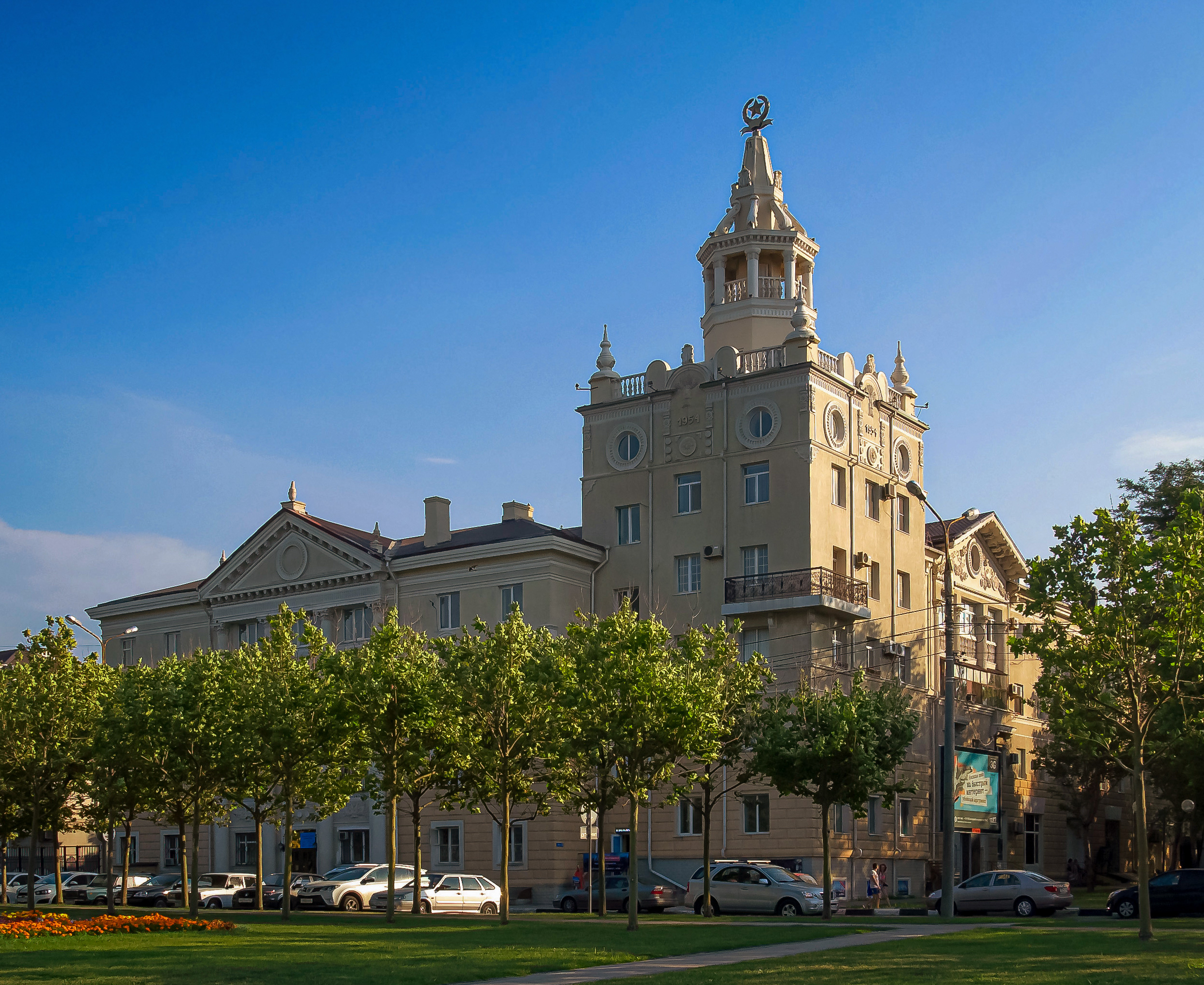
«Дом со шпилем» на улице Мира

### Библиотеки
Основное библиотечное учреждение Новороссийска — Центральная городская библиотека им. Э. Э. Баллиона.
В конце 80-х XIX века из Петербурга в Новороссийск переехал профессор-энтомолог Эрнест Эрнестович Баллион. 19 января 1892 он обратился с ходатайством к городским властям:
Принимая во внимание, что в Новороссийске нет публичной библиотеки, ни читальни, ни даже книжной лавки, я решился пожертвовать городу для общей пользы мою, довольно значительную библиотеку, состоящую из нескольких тысяч томов по разным отраслям человеческих знаний, и положить этим основание городской библиотеки.
1 марта 1894 на основе личной библиотеки Э. Э. Баллиона, состоящей из 2909 книг, создаётся Новороссийская Баллионовская библиотека. В начале 30-х прошлого века библиотека была переименована и стала носить имя A. M. Горького. В 1931 году открылась первая детская библиотека, с 1967 года стали появляться библиотеки-филиалы для детей.
В 1973 году в городе создана центральная библиотечная система, объединяющая 8 городских и 11 сельских библиотек-филиалов. Центральная городская библиотека им. Горького является методическим центром библиотек города. После распада Советского Союза Центральной городской библиотеке вернули имя Э. Э. Баллиона.

### Театры
- МАУ «Новороссийский городской театр» (ранее МУ «Творческое культурно-досуговое объединение „Гортеатр“»).

В Новороссийске работает несколько любительских театров, среди которых: Народный драматический театр им. Амербекяна, Народный театр юного зрителя «Альбатрос», Образцовый детско-юношеский театр игр и развлечений «Петрушки», молодёжные театры «Кукушкино гнездо», «Мечта», «Парадокс», Народный молодёжный театр «Сорванец», Образцовый детский музыкальный театр-студия «Гармония».

### Музеи
Новороссийские музеи, действующие на август 2009 года:
- Новороссийский государственный исторический музей-заповедник
- выставочный зал Новороссийска
- Музей цементной промышленности
- Музей Новороссийска
- дом-музей Николая Островского
- Корабль-музей Михаил Кутузов
- арт-галерея «Prima-Юг»
- галерея современного искусства «АртЪвертикаль»

### Кинотеатры
В Новороссийске на март 2013 — 3 кинотеатра:
- «Нептун» (2 зала общей вместимостью 419 человек)
- «Монитор» (6 залов общей вместимостью 900 человек) ТРЦ «Красная Площадь»
- «Монитор» (4 зала общей вместимостью 590 человек) ТРЦ «Южный Пассаж» — Goodzone

### Дворцы
- Дворец детского творчества
- Городской дворец культуры

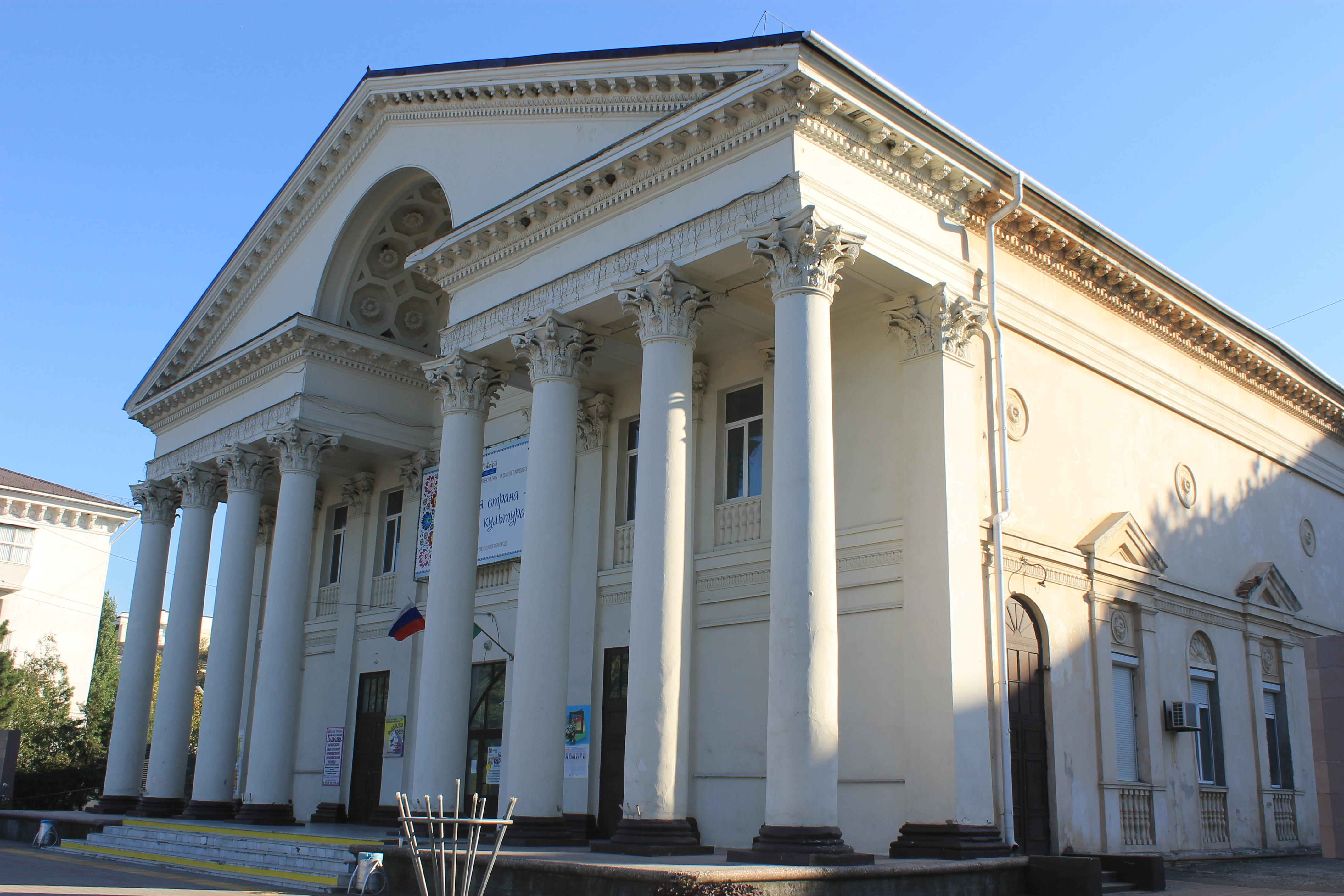
Дворец культуры в центре города

- Дворец олимпийских видов спорта «Черноморский» (в стадии строительства уже почти 20 лет)

### Парки культуры и отдыха
- Бульвар «Парковая Аллея» (Центральный район)
- Центральная аллея имени Пушкина (Центральный район)
- Парк имени Ленина (Центральный район)
- Парк имени Фрунзе (Центральный район)
- Сквер имени Рыбнева (Центральный район)
- Сквер имени Новороссийской республики (Центральный район)
- Сквер имени Черняховского (Центральный район)
- Парковая аллея на Набережной (Центральный район)
- Парк имени Маркса (Восточный район)
- Парк Ленинского Комсомола (Восточный район)
- Пионерская роща
- Цемесская роща

### Дома культуры
- Дом офицеров
- Дом художника
- Морской культурный центр
- Клуб «Кубань»
- Клуб им. Маркова
- Дворец культуры «Мысхако»
- Дом культуры «Гайдук»
- Дом культуры «Кирилловка»

### Прочее
- Международный телевизионный фестиваль молодых исполнителей «Морской узел»
- Планетарий им. Ю. А. Гагарина
- Конкурс «Мисс Новороссийск» (отборочный тур «Мисс Россия»), проводится с 2000 года
- Всероссийский конкурс-фестиваль фламенко на Кубани «La pasion flamenca», проводится с 2016 года

### Памятники монументального искусства и воинской славы

Памятник основателям Новороссийска

- Мемориальный комплекс «Малая земля». Одним из грандиознейших комплексов страны в память о войне является мемориал Героям гражданской войны и Великой Отечественной войны 1941—1945 гг. Основными композициями его являются комплексы: «Малая земля», расположенного на самом берегу, а месте высадки десанта, а также «Линия обороны» и «Морякам революции». Центром композиции является стилизованное скульптурное изображение десантного корабля, на бортах которого расположены фигуры бойцов, в едином наступательном порыве рвущиеся на врага[85].
- Памятник основателям Новороссийска. Памятник основателям города адмиралам Лазареву и Серебрякову и генералу Раевскому. Открыт на берегу Цемесской бухты в День России 12 июня 2007 года.
- Мемориальный комплекс «Долина смерти» установлен 6 сентября 1974 году, в него входят: памятники: «Каменный календарь», «Взрыв», «Колодец жизни», «Карта-схема боёв», мемориальные знаки: «Передний край», «Командный пункт 8 Гвардейской стрелковой бригады», «Командный пункт 107 стрелковой бригады».
- Памятник героическим морякам-черноморцам. 14 сентября 1968 года в Новороссийске был торжественно открыт памятник героическим морякам-черноморцам он представляет собой постамент в виде крутой волны, на которой несётся катер, в народе его чаще называют памятник-катер.
- Памятник защитникам. В 1963 году был установлен памятник защитникам, символизирует дань уважения всем тем, кто защищал Новороссийск от фашистских войск с 1941 по 1943 год[86].
- Памятник Исходу Белой армии. 12 апреля 2013 года установлен памятник, посвящённый событиям времён гражданской войны — бегство Вооружённых сил Юга России в марте 1920 года, названной впоследствии Новороссийской катастрофой.
- Памятник жёнам моряков. 24 августа 2010 года в Новороссийске был торжественно открыт памятник жёнам моряков.
- Стела «Морская слава России». 25 апреля 2007 года на набережной имени адмирала Серебрякова была открыта стела «Морская слава России». Стела установлена в рамках общей реконструкции набережной и разрабатывалась одновременно с памятником основателям Новороссийска.
- Памятник новороссийцам, павшим в необъявленных войнах. Открылся в декабре 2006 года на территории городского парка имени Фрунзе. Выполнен монумент в виде 2-х небесных ангелов, которые держат щит с выбитыми на нём именами павших солдат. Позади них — ещё одна мемориальная доска со списком погибших воинов, доустановленная несколькими годами позже[87].
- Памятник хамсе. Открылся в октябре 2017 года на набережной Адмирала Серебрякова. Именно эта рыба, которую новороссийцы считают символом города, спасала местных жителей от голода в годы войны[88].
- Памятник «Портовикам Новороссийска». Открылся в сентябре 2018 года на набережной (пересечение ул. Мира и ул. Свободы). Автором памятника стал известный скульптор Константин Кубышкин[89].
- Памятник Евгению Волкову — губернатору Черноморской губернии. Открыт в феврале 2019 года на площади рядом с культурно-развлекательным центром «Максимус» (ул. Советов, 42)[90].

|                             |  |                                          |  |
| Памятник Исходу Белой армии |  | Памятник Морякам революции               |  |
|                             |  |                                          |  |
| Памятник Жёнам моряков      |  | Памятник погибшим рыбакам сейнера «Уруп» |  |

## Известные уроженцы
Новороссийск — родина ряда известных людей, среди которых — лётчики-испытатели Владимир и Константин Коккинаки, певица Ружена Сикора, народный артист РФ, солист Большого театра и Московского театра оперетты Юрий Веденеев, помощник генерального секретаря ЦК КПСС Л. И. Брежнева Виктор Голиков, программист, специалист по антивирусной защите Евгений Касперский, маршал авиации Евгений Савицкий, футболисты Виталий и Владимир Бут, российские учёные Георгий Афанасьев, Анатолий Миллер и Евгений Михайловский, бизнесмен, политик и общественный деятель, президент Федерации гандбола России Сергей Шишкарёв, телеведущая Анна Шилова, художник, музыкант и актёр Сергей «Африка» Бугаев, киберспортсмен Алексей Березин.
В Новороссийске жили и работали: писатели Николай Островский и Фёдор Гладков, режиссёр Всеволод Мейерхольд, генерал армии Иван Черняховский, писатель и драматург Всеволод Вишневский, Маршал Советского Союза Сергей Бирюзов.
Новороссийск хорошо знает и помнит имена героев, воевавших здесь во время Великой Отечественной войны: Унана Аветисяна, Михаила Борисова, Василия Ботылёва, Ивана Васенко, Михаила Видова, Валентина Вруцкого, Сергея Каданчика, Михаила Корницкого, Цезаря Куникова, Ивана Леднёва, Константина Леселидзе, Алексея Леженина, Николая Сипягина, Адама Цедрика и других. Большое значение для города имеет личность генерального секретаря ЦК КПСС Леонида Ильича Брежнева.

## Средства массовой информации
Большинство местных телеканалов и городская радиостанция к данному моменту подчинены компании ООО «Радио и телевидение Новороссийска» («РТН»), контрольная доля которой принадлежит краевому комитету по имуществу. Единственная ежедневная газета ещё в 2006 году перешла в собственность государства и перестала быть независимой. Все телеканалы и печатные издания, которые критиковали в своё время действия городской администрации, по тем или иным причинам были закрыты или сменили собственника.

### История появления первых СМИ в городе
В 1887 году в Новороссийске появилась первая типография, а уже через пять лет и первая городская газета. Она называлась «Новороссийский листок» и издавалась с 1892 по 1898 год. Первая ежедневная газета в Новороссийске появилась в 1902 году и называлась «Черноморское побережье». Её создателем был преуспевающий служащий Владикавказской железной дороги Фёдор Леонтович. Официальным цензором издания выступал губернатор Черноморской губернии полковник Е. Н. Волков, однако это не мешало редакции публиковать в газете достаточно острые материалы. 

Благотворительность ни к чёрту не годится, улицы скверны, освещение отвратительно, безопасность оставляет желать лучшего; базары вонючи; насаждения тощи; тротуары с ямами. («Черноморское побережье» от 31 декабря 1903 года).

В 1905 году Леонтович закрыл «Черноморское побережье» в знак протеста против введения цензуры лидерами «Новороссийской республики». Вторым издателем газеты стал будущий сотрудник советской разведки А. Ф. Филиппов. За время его руководства газета имела 82 судебных процесса, связанных с вышедшими статьями. Впоследствии издание было закрыто окончательно.

### Печатные СМИ города на современном этапе
На данный момент[какой?] в городе существует одна ежедневная городская газета — «Новороссийский рабочий». Она издаётся с 29 марта 1920 года и является старейшей и крупнейшей в городе из всех ныне существующих изданий. После распада СССР газета приобрела частного собственника, однако в результате сделки в середине 2006 года газета перешла в собственность государства. После этого некоторые СМИ выразили обеспокоенность, что издание, «и до этого не отличавшееся особой смелостью по отношению к властям», может превратиться в «очередной вестник» городской администрации.
Другое популярное издание общественно-политической тематики — бесплатный еженедельник «Наш Новороссийск» (издаётся с 2006 года). У городской администрации есть своя еженедельная общественно-политическая газета «Официальный Новороссийск» (издаётся с 2018 года).

### Телевидение

#### Эфирное вещание
| Частота канала, ТВК | Название канала             |
| ------------------- | --------------------------- |
| 5                   | Че! (вещание из Кабардинки) |
| 26                  | Кубань 24                   |

#### Цифровое вещание
Первый мультиплекс цифрового телевидения России (пакет цифровых телеканалов «РТРС-1»)
| Позиция | Название     | Владелец                                                                        |
| ------- | ------------ | ------------------------------------------------------------------------------- |
| 1       | Первый канал | АО «Первый канал»                                                               |
| 2       | Россия-1     | Всероссийская государственная телевизионная и радиовещательная компания (ВГТРК) |
| 3       | Матч ТВ      | Газпром-Медиа Холдинг                                                           |
| 4       | НТВ          | Газпром-Медиа Холдинг и АО «Телекомпания НТВ»                                   |
| 5       | Пятый канал  | Национальная Медиа Группа                                                       |
| 6       | Россия-К     | Всероссийская государственная телевизионная и радиовещательная компания (ВГТРК) |
| 7       | Россия-24    | Всероссийская государственная телевизионная и радиовещательная компания (ВГТРК) |
| 8       | Карусель     | ЗАО «Карусель» (ВГТРК и ЗАО «Первый канал. Всемирная сеть»)                     |
| 9       | ОТР          | АНО «Общественное телевидение России»                                           |
| 10      | ТВ Центр     | АО «Телекомпания „ТВ Центр“»                                                    |

| Позиция | Название     | Владелец                                                                       |
| ------- | ------------ | ------------------------------------------------------------------------------ |
| 1       | Вести FM     | ФГУП «Всероссийская государственная телевизионная и радиовещательная компания» |
| 2       | Радио Маяк   | Филиал ФГУП ВГТРК «Государственная радиовещательная компания „Маяк“»           |
| 3       | Радио России | Филиал ФГУП ВГТРК «Государственная радиовещательная компания „Радио России“»   |

Второй мультиплекс цифрового телевидения России (пакет цифровых телеканалов «РТРС-2»)
| Позиция | Название                                            | Владелец                                                                             |
| ------- | --------------------------------------------------- | ------------------------------------------------------------------------------------ |
| 1       | РЕН ТВ                                              | Национальная Медиа Группа                                                            |
| 2       | Спас                                                | Финансовое хозяйственное управление Русской Православной Церкви и ООО «СПАС — Медиа» |
| 3       | СТС                                                 | «ЮТВ Холдинг», «СТС Медиа»                                                           |
| 4       | Домашний                                            | «ЮТВ Холдинг», «СТС Медиа»                                                           |
| 5       | ТВ-3                                                | Газпром-Медиа Холдинг                                                                |
| 6       | Пятница!                                            | Газпром-Медиа Холдинг                                                                |
| 7       | Звезда                                              | ОАО «ТРК ВС РФ „Звезда“»                                                             |
| 8       | Мир                                                 | ЗАО «Межгосударственная телерадиокомпания „Мир“»                                     |
| 9       | ТНТ                                                 | Газпром-Медиа Холдинг                                                                |
| 10      | Муз-ТВ                                              | «ЮТВ Холдинг», «СТС Медиа»                                                           |
| 11      | Кубань 24 (в кабельном вещании Краснодарского края) | ГУП КК «Телерадиокомпания „НТК“»                                                     |

В 2004 году все четыре телеканала перешли под контроль ООО «Радио и телевидение Новороссийска» («РТН»). До этого телеканал «Телепорт — 33 канал» принадлежал Сергею Шишкарёву и неоднократно становился лауреатом региональной премии «Тэфи». Переход телеканала «Заря» в собственность РТН сопровождался чередой скандалов. Так, в августе 2004 года российские СМИ неоднократно сообщали о том, что компания «РТН» пыталась вмешиваться в работу телеканала «Заря», не имея на то «никаких юридических прав». (49 процентов акций принадлежало владельцу рекламной группы «Пропаганда Паблисити» Юрию Моша). Описывались случаи, когда в здание «Зари» не пускали акционеров канала, вскрывали помещения канала и уменьшали мощность передатчиков и т. д. После перехода телеканалов под контроль «РТН», из их программ полностью исчезла критика в адрес городской администрации. Генеральный директор компании «РТН» Любовь Романова открыто симпатизирует властям Новороссийска:

С нашими властями работать трудно, но радостно. Трудно потому, что мы располагаем совсем небольшим объёмом времени работы в эфире и не можем рассказать обо всех добрых делах, которые делает городская администрация на благо Новороссийска. (Любовь Романова на приёме в здании городской администрации 13.01.2007) 

### Радио
В городе осуществляется приём сигнала многих российских и краевых радиостанций:
| - 67,97 УКВ — Радио России / ГТРК Кубань - 87,6 FM — Радио 7 на семи холмах (Геленджик) - 88,6 FM — (Пираты) Радио Родных Дорог - 89,9 FM — Наше Радио (Геленджик) - 90,3 FM — Хит FM (Геленджик) - 91,5 FM — Рок-н-Ролл FM (Геленджик) - 91,8 FM — Радио Ваня - 92,1 FM — DFM (Геленджик) - 92,5 FM — Хит FM (Геленджик) - 96,1 FM — Радио Маяк - 96,8 FM — Вести FM - 100,2 FM — Comedy Radio - 100,3 FM — Юмор FM (Геленджик) | - 100,5 FM — Радио ENERGY (Геленджик) - 100,9 FM — Ретро FM - 101,5 FM — Авторадио - 101,9 FM — Европа Плюс - 102,4 FM — Казак FM - 102,9 FM — Дорожное радио (Геленджик) - 104,0 FM — Новая Россия - 104,9 FM — Первое радио - 105,3 FM — Авторадио (Геленджик) - 106,0 FM — Радио Монте-Карло - 106.6 FM — Радио 107 (Геленджик) - 107,0 FM — Русское радио (Геленджик) - 107,4 FM — Русское радио - 107,8 FM — Радио 7 на семи холмах |

Единственная городская радиостанция «Радио Новая Россия» принадлежит компании «Новороссийск-РТВ».

## Новороссийская военно-морская базаи Новороссийский гарнизон

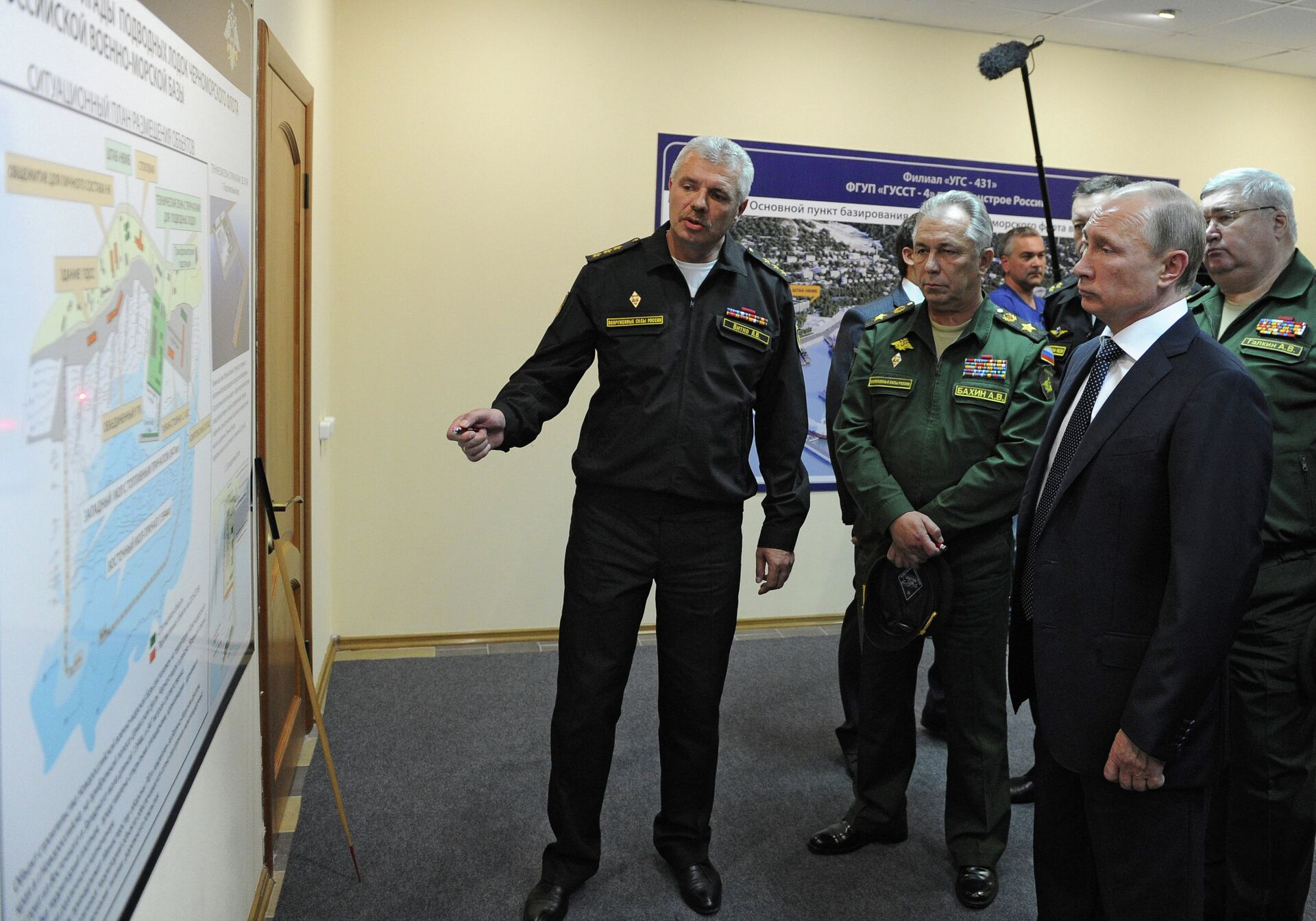
Адмирал А. В. Витко информирует президента России В. В. Путина о ходе строительства пункта базирования ЧФ в Новороссийске. 23 сентября 2014 года.

Главнокомандующий Военно-морским флотом России адмирал флота Владимир Куроедов сообщил в феврале 2005 года, что до 2017 года в районе Новороссийска будут созданы две новые военно-морские базы Черноморского флота.
До 2011 года в Новороссийске планировалось построить пункт базирования кораблей. На втором этапе планировалось построить второй пункт базирования, для которого планировалось выбрать место «чуть южнее». В связи с Российско-Украинскими договорённостями о продлении пребывания Черноморского флота в Крыму до 2042 года, в настоящее время все программы строительства свёрнуты и заморожены на неопределённый срок, выделенные на них средства перераспределены.
В составе Новороссийской военно-морской базы размещены: бригада кораблей охраны водного района, батальон морской пехоты, часть авиации Черноморского флота. С 2007 года в собственность ВМФ вошли причалы бывшего ФГУП «Геопорт». Таким образом в настоящим момент кроме двух причалов Военно-морской базы под базирование кораблей отведено дополнительно пять причалов ФГУП «Геопорт».
В городе расположены воинские части:
- Новороссийская военно-морская база Черноморского флота, войсковая часть 99608, командир — контр-адмирал Кочемазов, Виктор Николаевич;
- Новороссийский пограничный отряд 9881 (морские пограничники), войсковая часть 2156 (ОПК Новороссийск);
- 7-я гвардейская десантно-штурмовая дивизия, войсковая часть 61756 (командир — гвардии генерал-майор Андрей Суховецкий);
  - 108-й гвардейский десантно-штурмовой полк, войсковая часть 42091.
  - 162-й отдельный разведывательный батальон, войсковая часть 54377.

## Туризм
Окрестности Новороссийска славятся живописной природой, снискавшей популярность у отдыхающих. Имеются морские курортные зоны (Широкая Балка, Сухая Щель, Южная Озереевка), в которых расположены многочисленные базы отдыха, санатории. Украшением региона является озеро Абрау, рядом с озером расположен винзавод «Абрау-Дюрсо», где производят знаменитое в России шампанское. В пригородах сохранились древние мегалитические сооружения — дольмены.
В городе и его окрестностях множество туристических объектов, в том числе и относящихся к событиям и героям Великой Отечественной войны: мемориал «Малая земля», памятник-ансамбль «Рубеж обороны», мемориал «Долина смерти» и другие. В Новороссийске установлен памятник Л. И. Брежневу. Ещё одной достопримечательностью Новороссийска является набережная адмирала Серебрякова, на которой находится множество памятников и монументов.
Новороссийск не является официальным городом-курортом Краснодарского края, но это не мешает ему принимать ежегодно более миллиона отдыхающих. В городе работает несколько гостиниц, самые крупные из них — «Hilton Garden Inn Novorossiysk», «Новороссийск», «Бригантина» и «Черноморская». В скором времени планируется открыть паромное сообщение с городами-курортами Турции на Чёрном море.

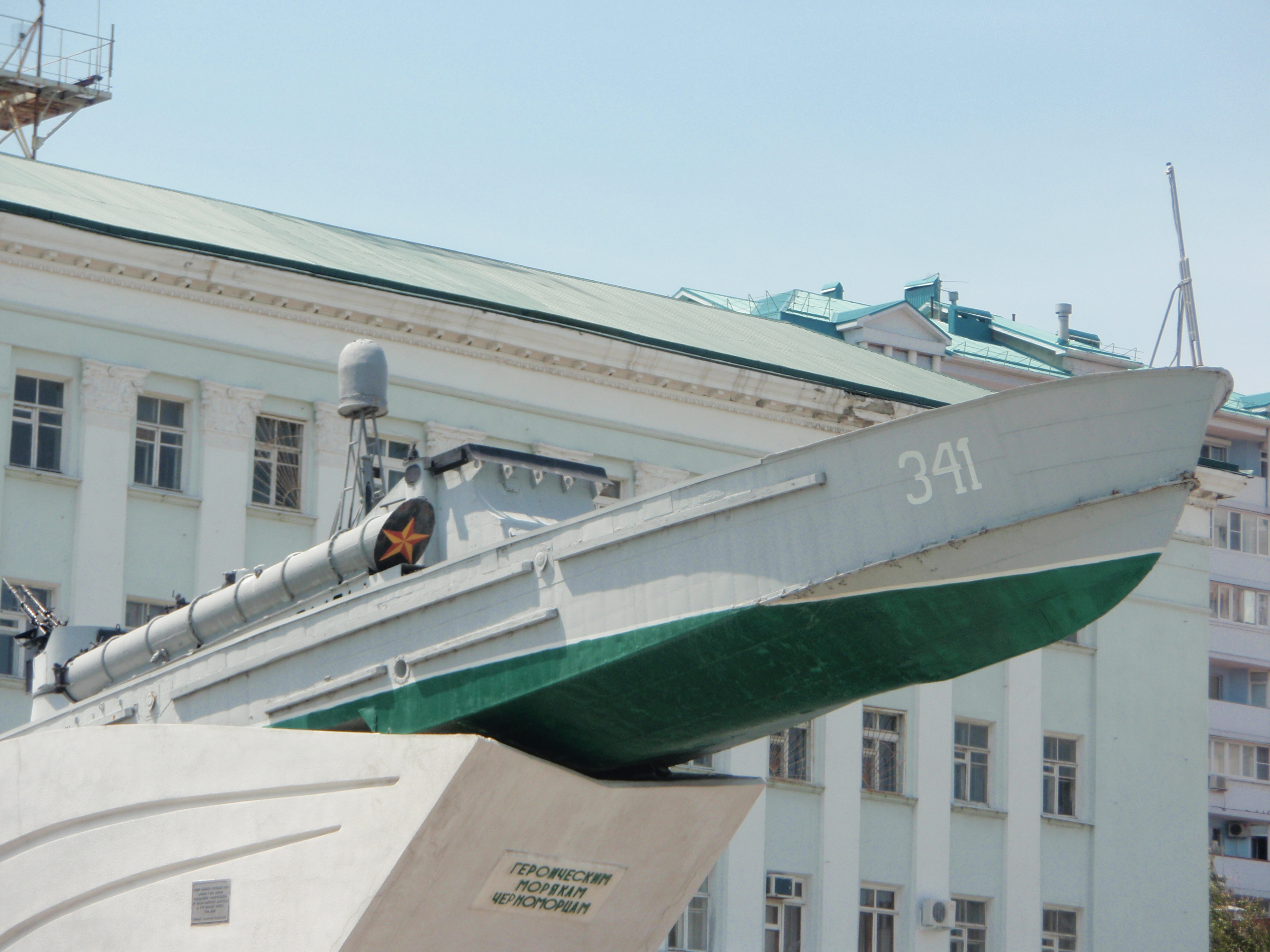
Памятник героическим морякам-черноморцам
Мемориальный комплекс «Малая земля»
Набережная Новороссийска. Скульптура «Дельфин и русалка»
Суджукская коса. Памятник Геше Козодоеву — персонажу фильма «Бриллиантовая рука»
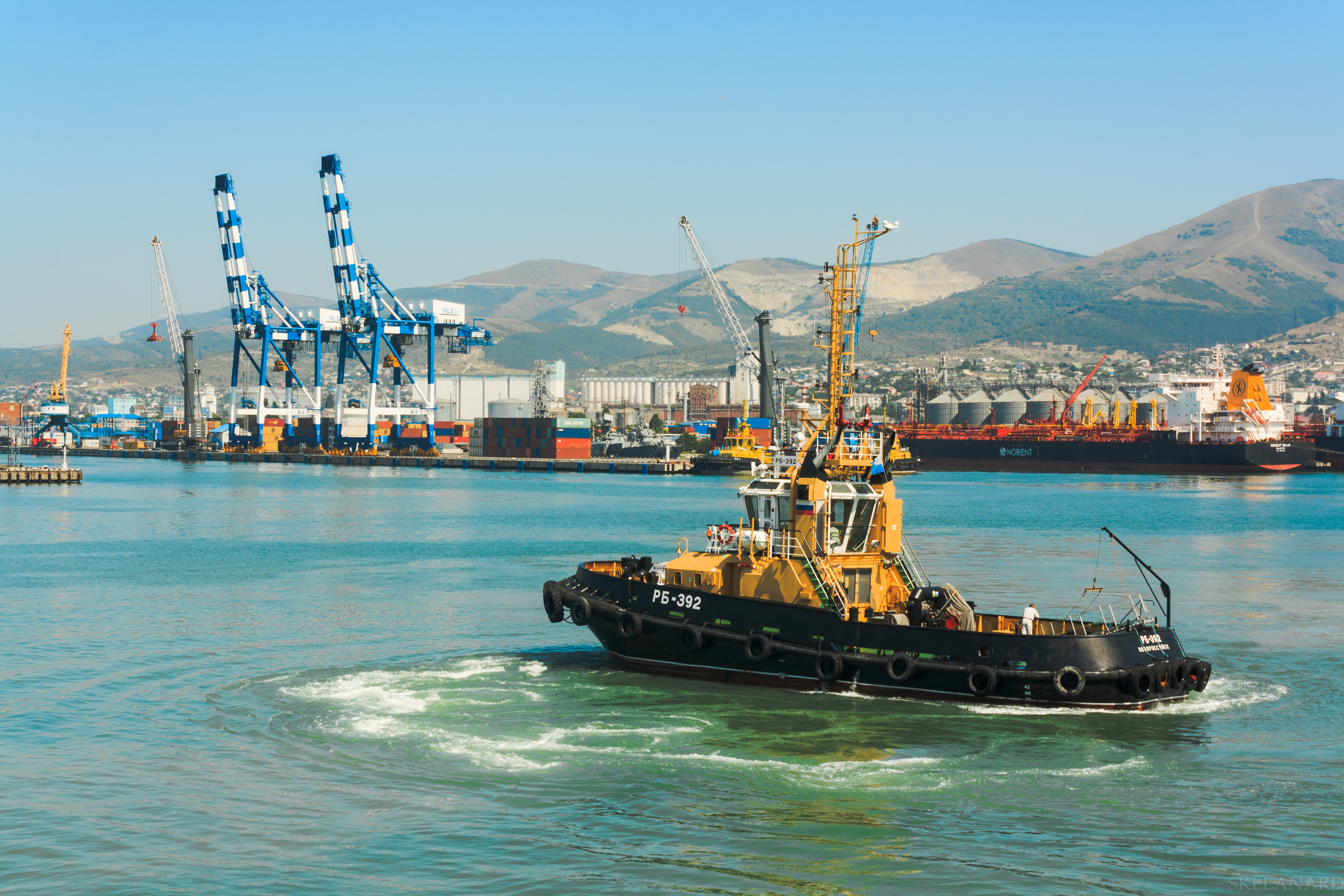
Вид на порт Новороссийска с крейсера-музея «Михаил Кутузов»
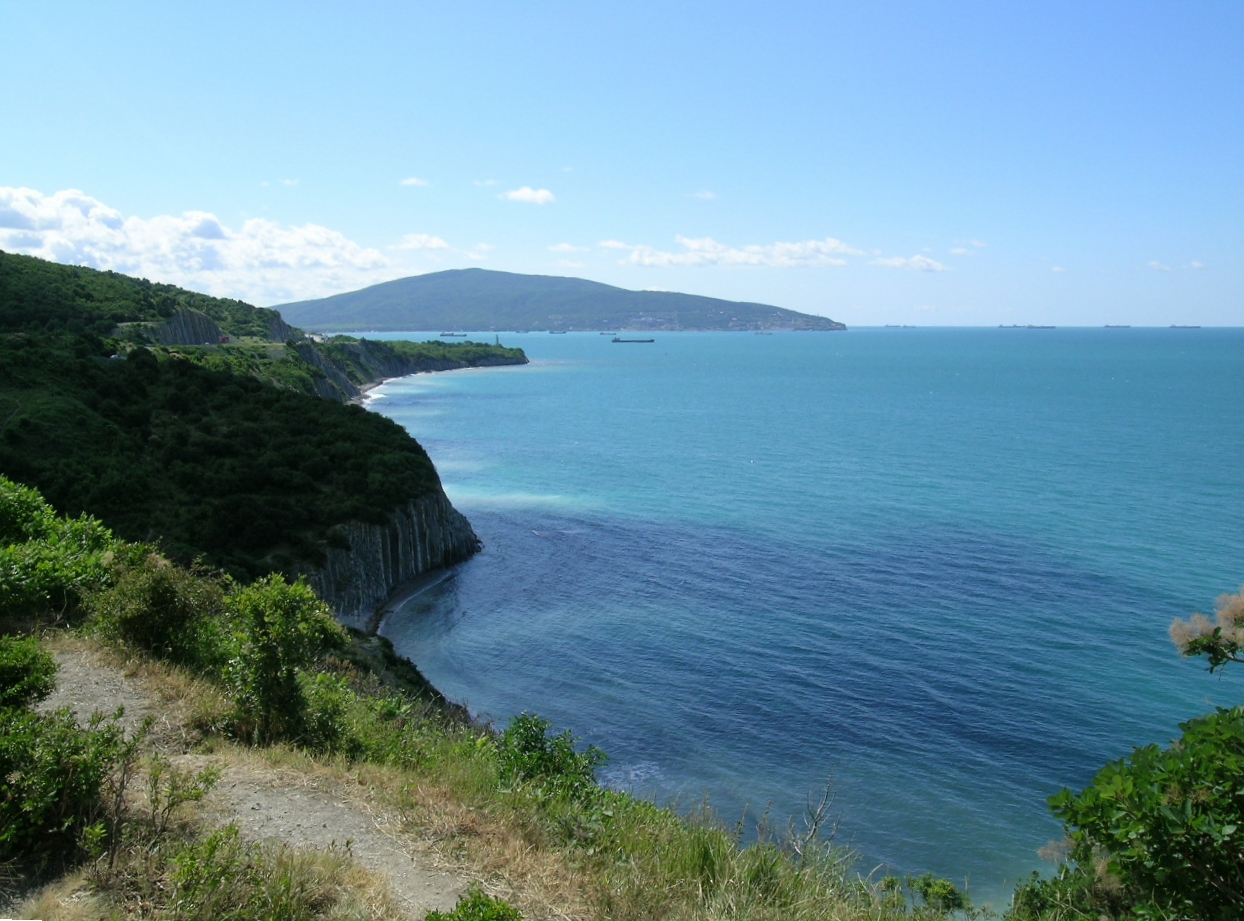
Побережье
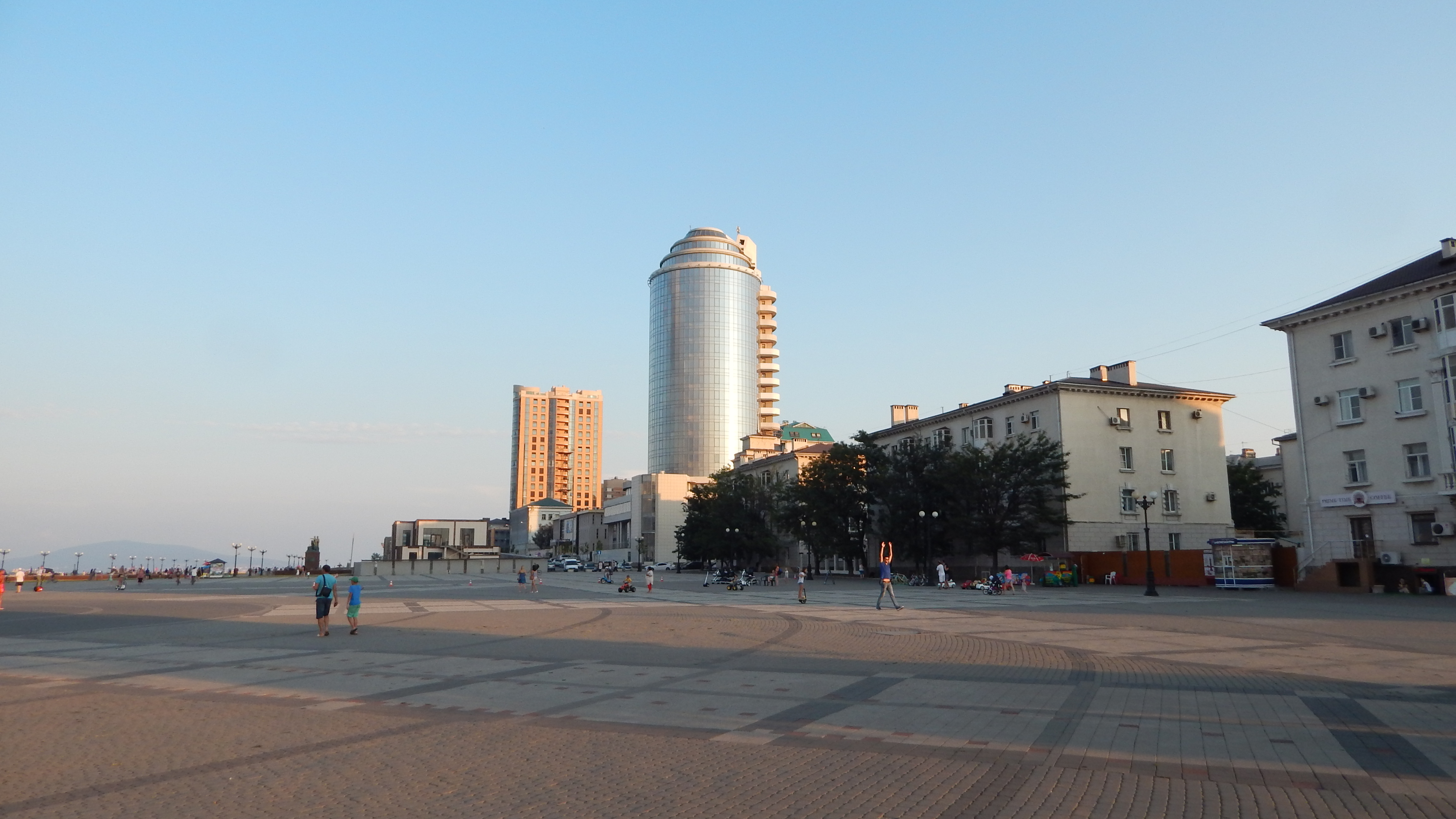
Бульвар в центре города
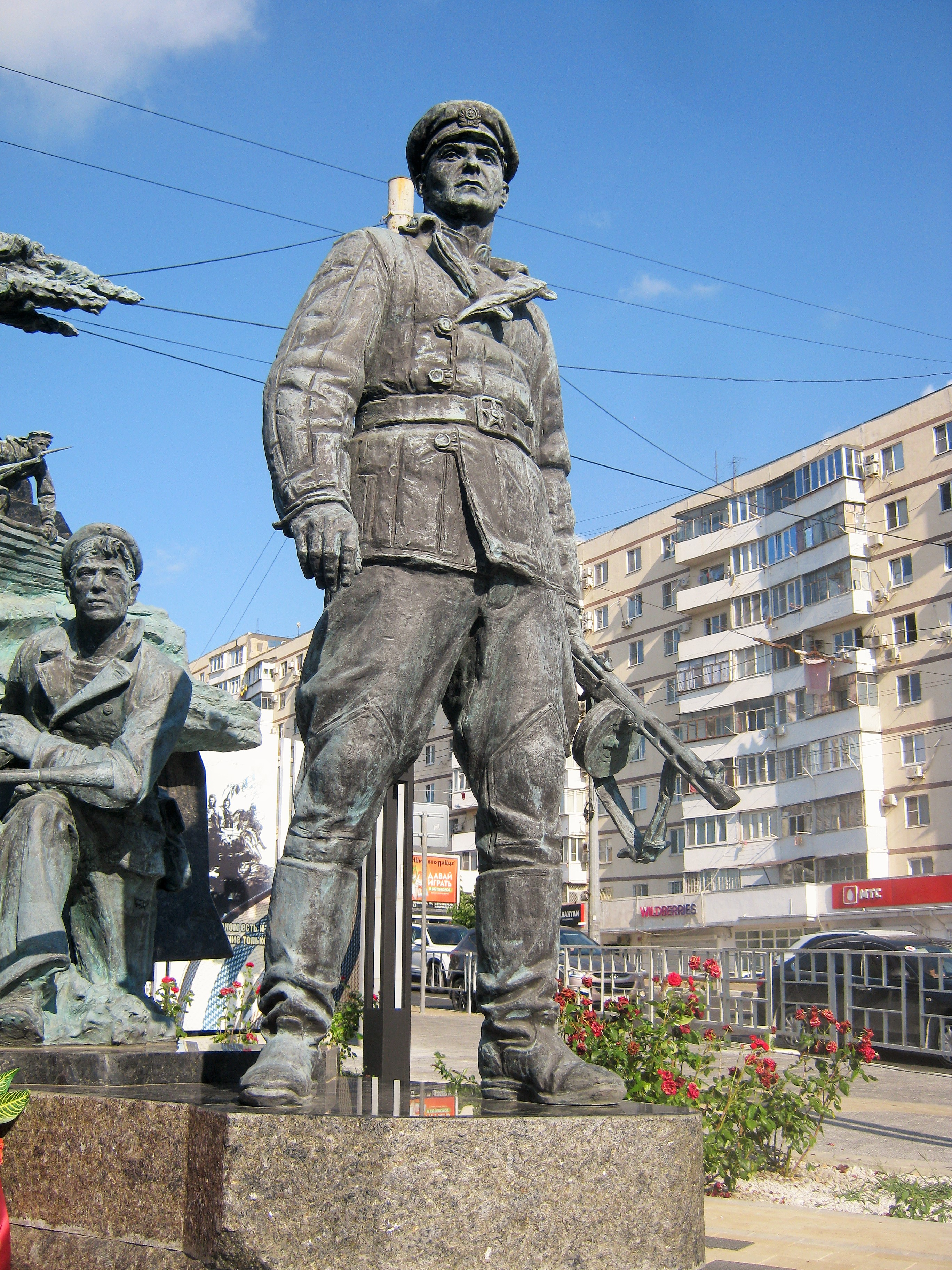
Памятник Цезарю Куникову на улице его имени
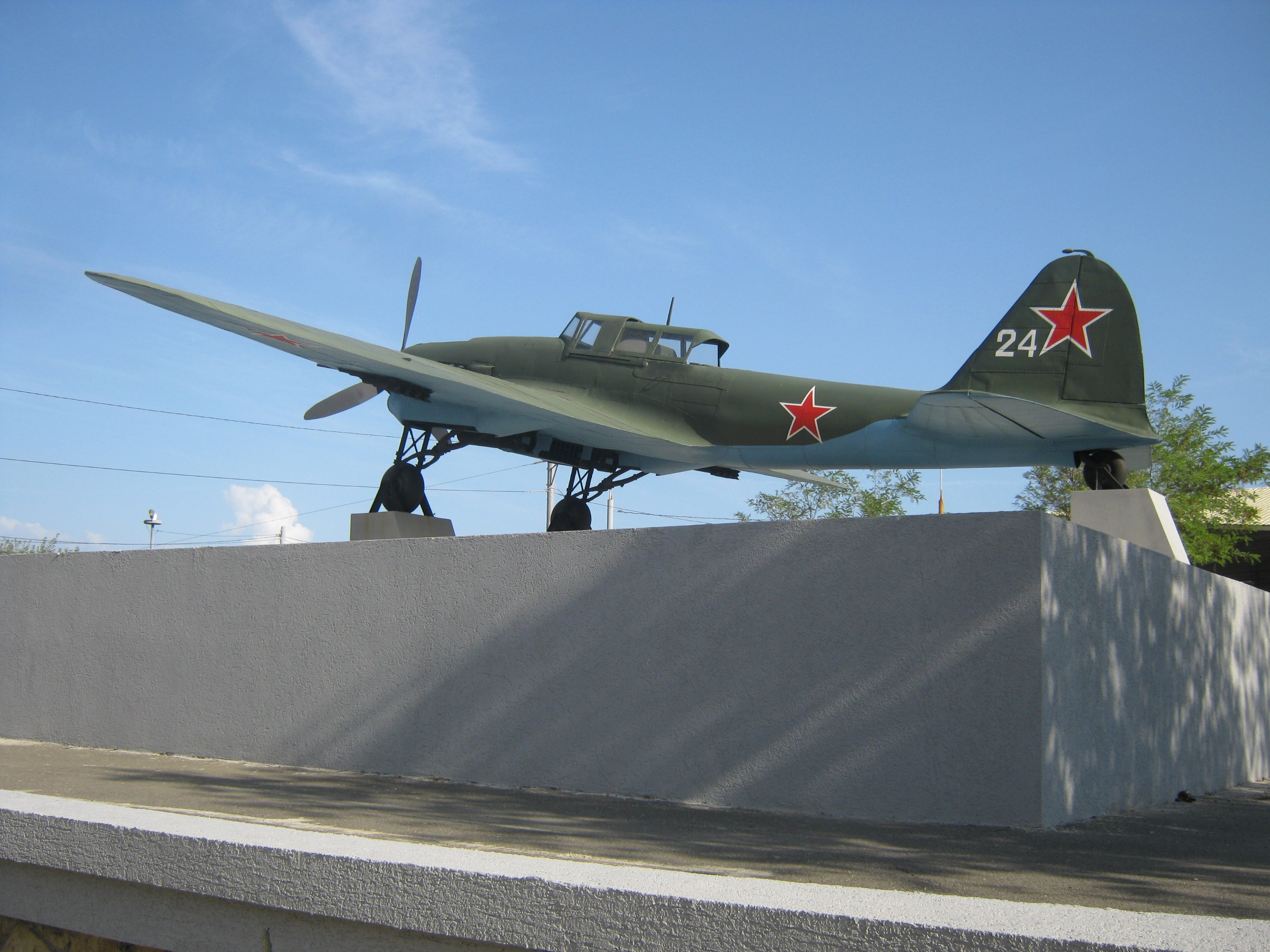
Памятник штурмовику Ил-2

## Новороссийск в темах

### Новороссийск в музыке
Новороссийску посвящено множество музыкальных произведений, песен. Некоторые из них:
- «Маки на Малой Земле» (Г. Плотниченко — С. Хохлов)[114];
- «Малая земля» (А. Пахмутова — Н. Добронравов)[115];
- «Мой Новороссийск» (А. Экимян — Ф. Лаубе)[116];
- «Новороссийские ветра» (А. Пахмутова — Н. Добронравов)[117];
- «Новороссийские куранты» (Д. Шостакович — К. Алемасов)[118];
- «Песня о городе-герое Новороссийске» (Г. Пономаренко — К. Обойщиков)[119];
- «Песня о Новороссийске» (из оперетты «Пусть гитара играет…») (О. Фельцман — Е. Гальперина, Ю. Анненков)[119];
- «Новороссийский порт» (А. Изотов — В. Сергеев);
- «Песня о Новороссийске» (Г. Плотниченко — В. Попов)[114];
- «Троллейбус на Малую Землю» (В. Махлянкин — М. Танич);
- «Поезд на Малую Землю» (Гражданская оборона)[120];
- «Novorossiysk 1968» (Mooncake)[121].

### Новороссийск в литературе
О Новороссийске издано множество произведений, некоторые из них:
- Виталий Бакалдин. «Русский порт Новороссийск», «Новороссийский салют». Стихи о Новороссийске.
- Эльвира Барякина. «Аргентинец» (М: Рипол-классик. — 2011 г. — ISBN 978-5-386-03723-9) — о последних днях обороны Новороссийска Добровольческой армией.
- Л. И. Брежнев «Малая земля». Воспоминания Генерального секретаря ЦК КПСС Л. И. Брежнева о войне;
- Михаил Выдренков «Сия жестокая бора» — ISBN 978-5-88944-129-8 Книга повествует об одной из самых трагичных катастроф на Чёрном море в результате боры, происшедшей в середине XIX века в Новороссийской бухте.
- Фёдор Гладков. «Цемент». Книга о восстановлении цементной промышленности в Новороссийске в начале 1920-х.
- Ерёменко, Подыма. «Именем России наречённый». Книга о героическом прошлом и настоящем города-героя Новороссийска к 150-летию основания.
- Мишель. «Человек и апокалипсис». Архивировано из оригинала 12 января 2018 года.. Книга о самом сильном урагане в истории Новороссийска.

### Новороссийск в кино
Новороссийск пользуется определённой популярностью у деятелей кино. Эти фильмы снимались в Новороссийске и его окрестностях:
- Гибель «Орла»[122] (Союздетфильм, 1940);
- Морской ястреб[122] (Одесская киностудия, Ташкентская киностудия, 1941);
- Я – черноморец[122] (Тбилисская киностудия, Ташкентская киностудия, 1944);
- Аннушка[122] (Мосфильм, 1959);
- Полосатый рейс[123] (Ленфильм, 1961) (эпизоды);
- Путь к причалу[123] (Мосфильм, 1962) (эпизоды);
- Железный поток[122] (Мосфильм, 1967);
- Таинственная стена[122] (Мосфильм, 1967) (эпизоды);
- Адъютант его превосходительства[122] (телесериал, Мосфильм, 1969) (эпизоды 5-й серии);
- Расплата[122] (Мосфильм, 1970) (эпизоды);
- Цемент[122] (Ленфильм, 1973);
- Это мы не проходили[122] (Киностудия им. М. Горького, 1975);
- Дамы приглашают кавалеров[122] (Мосфильм, 1980) (эпизоды);
- Если бы я был начальником (Мосфильм, 1980);
- Не все кометы гаснут[122] (Грузия-фильм, 1982);
- Путешествие будет приятным[122] (Свердловская киностудия, 1982);
- Тревожное воскресенье[122] (Мосфильм, 1983);
- Противостояние[122] (телесериал, Ленфильм, 1985) (эпизоды 5-й серии в Новороссийском аэропорту);
- Бармен из «Золотого якоря»[122] (Киностудия им. М. Горького, 1986);
- Посетитель музея[122] (Ленфильм, 1989);
- Мужская работа[122] (телесериал, Студия 2В, 2001) (эпизоды);
- Спецназ-2[122] (телесериал, Сварог-фильм, 2003);
- Карусель[122] (телесериал, Кинопром, 2004);
- Прощальное эхо[122] (телесериал, Арк-фильм и Рекун-ТВ, 2004);
- Честь имею!..[122] (2-Б-2 Интертейнмент, 2004);
- Авантюристка[122] (сериал, Новый Русский Сериал, Глобус, Мосфильм, 2005) (эпизоды);
- Бухта Филиппа[122] (телесериал, Рекун-ТВ, 2005);
- Время собирать камни[124] (Мосфильм, Мастер-Жанр, Первый канал, 2005);
- Каменская 4 (телесериал, Рекун-ТВ, 2005) (эпизоды фильма «Двойник»);
- День Д[122] (ВВП Альянс, 2008);
- Никто не знает про секс 2 (Централ Партнершип, 2008);
- Грязная работа[122] (телесериал, Пирамида, Максимус, 2009);
- Естественный отбор[122] (телесериал, Президент фильм, 2010) (эпизоды);
- Южный календарь[122] (АРК-Фильм, 2010);
- Морские дьяволы-5[122] (телесериал, Гамма-продакшн, 2011);
- Тихая застава[125] (Мосфильм (Арт Медиа Групп «ЮКОН»), 2011);
- Бригада: Наследник[122] (Independent Movie Company Alizier Films, 2012) (эпизоды);
- Бомбила. Продолжение (Бомбила-2)[122] (телесериал, Мостелефильм, 2013);
- Марафон[122] (Централ Партнершип, 2013);
- Горько![126] (Базелевс, 2013) (эпизоды);
- Братаны-4 (телесериал, Мостелефильм, 2014)
- СуперБобровы[127] (KeyStone Production, 2016);
- Тренер (Кинослово, ТриТэ, DK Entertaiment, 2018).

### Названное в честь города
Именем Новороссийска были названы:
- Буксир «Новороссийск», работавший в Новороссийском порту, носил это имя до 1922 года[128];
- Линкор «Новороссийск» (в итальянском флоте — «Джулио Чезаре»), служивший в ВМФ СССР в 1949—1955 годах[129];
- Авианесущий крейсер «Новороссийск», служивший в ВМФ СССР, ВМФ России в 1978—1993 годах[130];
- Танкер «Новороссийск», работавший в Новороссийском морском пароходстве с 1982 года;
- Дизель-электрическая подводная лодка проекта 636 «Новороссийск»[131];
- Ледокол проекта 21900М «Новороссийск»[132];
- Астероид (2520) Новороссийск[133].

### Новороссийск втопонимах

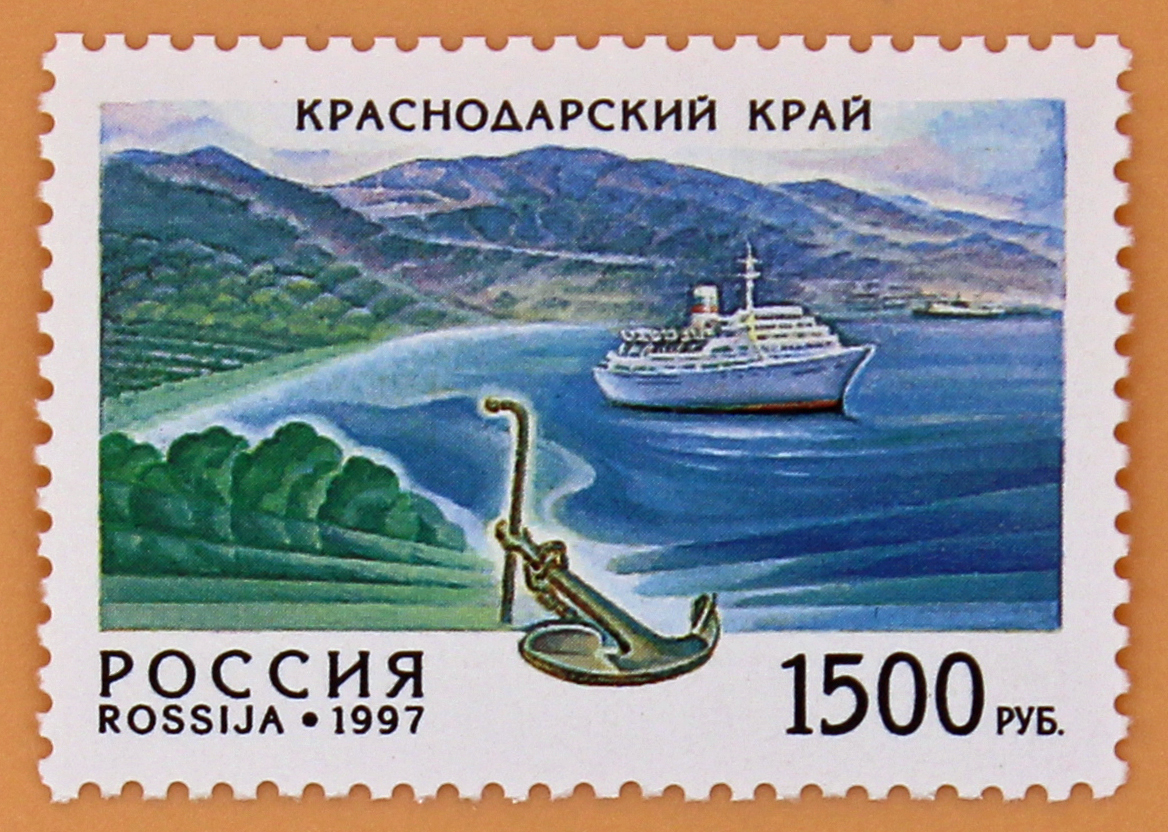
Почтовая марка России, 1997 год

Именем Новороссийска в России названо немало топонимических объектов. Например, Цемесскую бухту называют также Новороссийской по имени города.
Село Новороссийское есть в Волгоградской и Новосибирской областях, в республике Хакасия. Посёлок Новороссийский есть в Алтайском крае, в Кемеровской и Нижегородской областях.
Новороссийская улица есть в селе Абрау-Дюрсо, в Крымске, в Анапе, в Армавире, в Архангельске, в Астрахани (где есть также 1-я и 2-я Новороссийские улицы), в Барнауле, в посёлке Верхнебаканский, в Волгограде, в Воронеже, в Геленджике, в станице Гостагаевской и Анапской Анапского района, в Казани, в Краснодаре, в Москве, в Мариуполе, в селе Мысхако, в Новосибирске, в Омске (где есть также 1-я, 2-я и 3-я Новороссийские улицы), в Пензе, в Праге, в Пятигорске, в Самаре, в Санкт-Петербурге, в посёлке Саук-Дере, в Севастополе, в Томске, в Уфе, в Хабаровске, в селе Цемдолина, в Челябинске, в Энгельсе. Новороссийское шоссе есть в посёлке Гайдук, в Сочи и в Туапсе. Новороссийский переулок есть в Армавире, в Астрахани, в Воронеже, в Краснодаре, в Мариуполе, в Ростове-на-Дону и в Самаре. Новороссийский проезд есть в Краснодаре и в Ставрополе.
В 1797—1802 годах Новороссийском назывался нынешний город Днепр (Украина).

### Новороссийск вфилателии

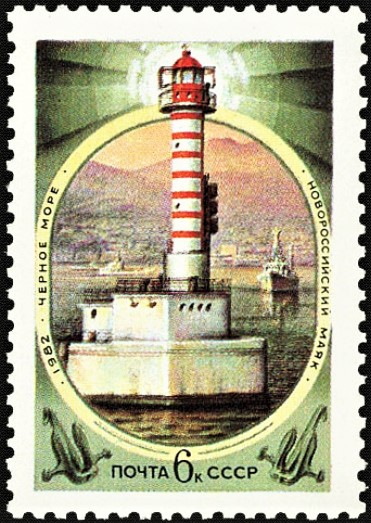
Почтовая марка СССР, 1982 год

5 мая 1975 года в СССР в серии «30 лет победы советского народа в Великой Отечественной войне (1941—1945). Города-герои» была издана почтовая карточка с оригинальной почтовой маркой номиналом 4 копейки, тиражом 200 тыс. На марке изображены орден Победы и гвардейская лента, на конверте — аллея Героев в Новороссийске, медаль «Золотая Звезда», гвардейская лента, якорь. На городском узле связи Новороссийска проводилось спецгашение.
29 декабря 1982 года в СССР в серии «Маяки Чёрного и Азовского морей» издана почтовая марка номиналом 6 копеек, тиражом 6100 тыс. На марке изображены: маяк на восточном молу в порту Новороссийска, вид на порт и Маркотхский хребет, надписи «1982 Чёрное море» и «Новороссийский маяк».
15 июля 1997 года Федеральное управление почтовой связи при Министерстве связи Российской Федерации в серии «Регионы» выпустило почтовую марку номиналом 1500 рублей, тиражом 300 тыс. На марке изображены: вид на Черноморское побережье в районе Новороссийска, пассажирский лайнер, якорь, надпись «Краснодарский край».

### Новороссийск внумизматике

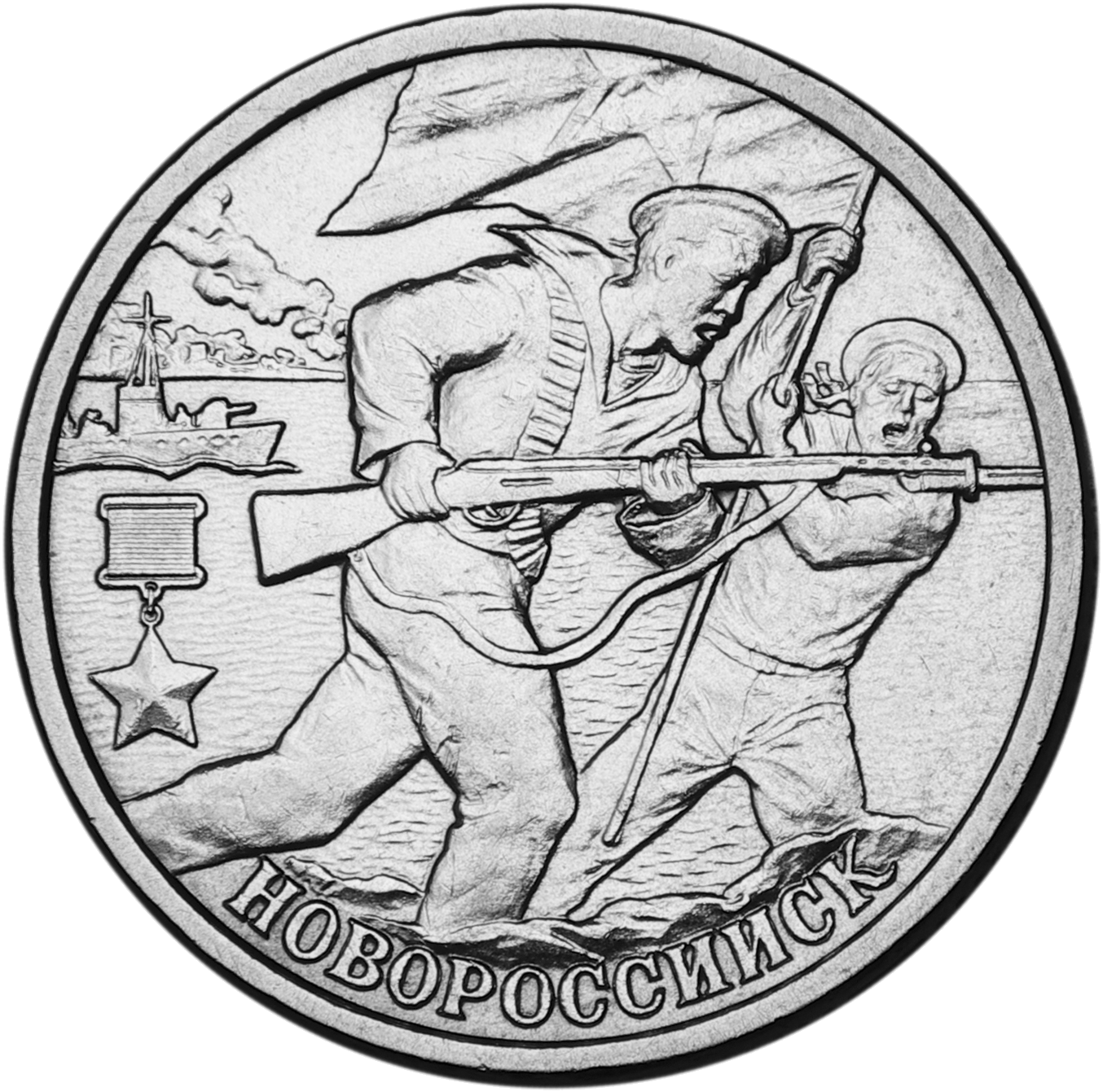
Монета Банка России, 2000 год

4 мая 2000 года Банк России в серии «55-я годовщина Победы в Великой Отечественной войне 1941—1945 гг.» выпустил монету номиналом 2 рубля, тиражом 10 млн, она изготовлена из медно-никелевого сплава. На её реверсе изображены: два морских пехотинца в момент атаки, один — с винтовкой, другой — со знаменем в руках, слева — медаль «Золотая Звезда», на втором плане военный корабль и очертания города, внизу по окружности — надпись «Новороссийск».

## Международные отношения

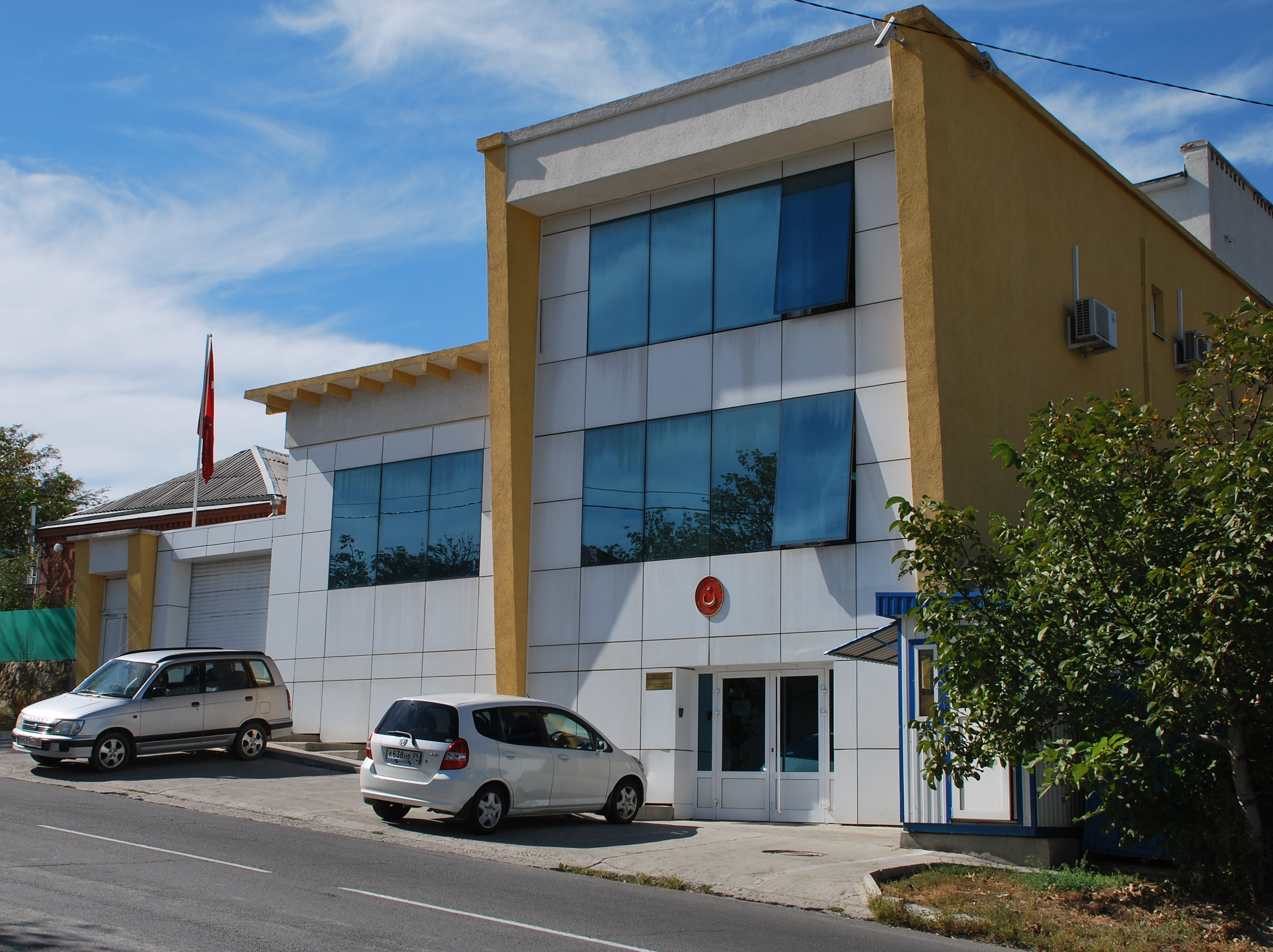
Генеральное консульство Турции в Новороссийске.

### Города-побратимы
У Новороссийска много городов-побратимов:
- Плимут (Великобритания), с 1956 года;
- Ливорно (Италия), с 1967 года;
- Вальпараисо (Чили), с 1968 года;
- Хихон (Испания), с 1986 года;
- Гейнсвилл, (США), с 1988 года;
- Варна (Болгария), с 1999 года;
- Пула (Хорватия), с 1999 года;
- Констанца (Румыния), с 2002 года;
- Самсун (Турция), с 2007 года;
- Томск (Россия), с 2008 года[140];
- Гавар (Армения), с 2009 года;
- Ново-Место (Словения), с 2010 года;
- Тир (Ливан), с 2013 года[141];
- Брест (Беларусь), с 2014 года[142];
- Дурбан (ЮАР), с 2013 года (планируется подписание[143]);
- / Керчь (Россия/Украина[144]);
- Хайльбронн (Германия), с 2019 года.
- Ханты-Мансийск (Россия), с 2023 года.

### Дипломатические и консульские представительства
В Новороссийске расположены консульства:
- Греция — Генеральное Консульство (ул. Мира, 13)[145],